# Écija

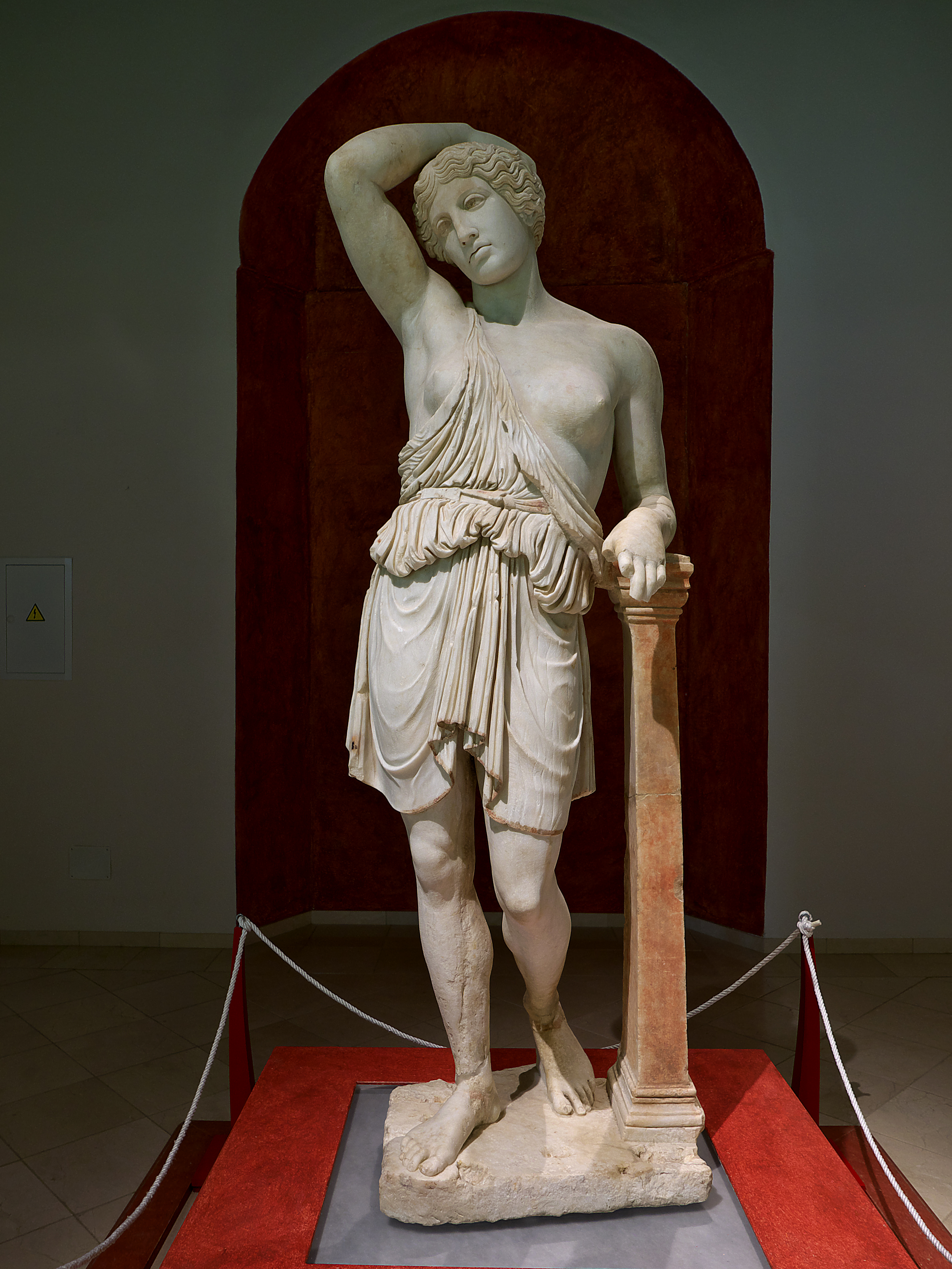
La Amazona herida de Écija fue hallada en 2002 en la plaza de España y está datada en el.

Écija es un municipio español y una ciudad perteneciente a la provincia de Sevilla, en Andalucía. Ubicado en la comarca del mismo nombre, geográficamente se encuentra en el este de la provincia, en el valle del Genil. Limita al noroeste con la provincia de Córdoba, al sur con la Sierra Sur de Sevilla y al oeste con la Campiña de Carmona. Sin embargo, este municipio sevillano se encuentra más cerca de la provincia de Córdoba que de la capital provincial, Sevilla. 
En 2019, según el INE, contaba con 39 873 habitantes. Su extensión es de 978,47 km², siendo la mayor de toda la provincia de Sevilla. Tiene una densidad de 40,74 hab/km² y se encuentra situada a una altitud media de 125 m sobre el nivel del mar.
Aparte de la ciudad de Écija, el municipio se compone de ocho entidades de población: La Aceñuela, Los Arenales, Cerro Perea, Isla de Vicario, Isla Redonda, San Antón, Villanueva del Rey y Navalagrulla.
En el municipio destacan dos festividades: la Virgen del Valle, patrona de la ciudad, que se celebra el 8 de septiembre; y la Feria de Septiembre, que se celebra una semana después de la patrona.
Forma el partido judicial número 10 de Sevilla de su mismo nombre, que tiene a Écija, Cañada Rosal, Fuentes de Andalucía y La Luisiana como municipios.
Dicho municipio es conocido popularmente como Ciudad del Sol, la Ciudad de las Torres y la Sartén de Andalucía (por sus elevadas temperaturas, especialmente durante las épocas de verano). Está considerada como uno de los Conjuntos Históricos más importantes de Andalucía.[cita requerida]

## Toponimia
El gentilicio de sus habitantes es «astigitano» o «astigitana», aunque es igualmente válido «ecijano» o «ecijana». El gentilicio de astigitano proviene del antiguo nombre que tuvo la ciudad antes de la ocupación romana, Astigi. En la época romana, dicho nombre cambió por Colonia Augusta Firma. Durante la época de la ocupación islámica, a la ciudad se le atribuyó el nombre de Istichcha, que cambió después por Medina Alcotón, debido al cultivo del algodón a gran escala.

## Geografía
El municipio está ubicado en el valle del Genil, en la provincia de Sevilla, lo componen ocho núcleos de población y forma parte de la Campiña sevillana, y de la comarca de Écija. Se sitúa a 86 kilómetros de la capital sevillana. 
El término municipal está atravesado por la autovía del Sur A-4 entre los pK 442 y 463, así como por distintas carreteras secundarias: A-351, que comunica con Osuna, A-364, que comunica con Marchena, A-388, que comunica con Marinaleda, y A-453, que comunica con Palma del Río. 
| Écija (centro)     | 37°32′28″N 5°04′45″O / 37.54111, -5.07917 | 40270 habitantes (2016) |
| La Aceñuela        | 37°27′23″N 4°53′16″O / 37.45639, -4.88778 | 67 habitantes (2009)    |
| Los Arenales       | 37°25′50″N 5°15′45″O / 37.43056, -5.26250 | 89 habitantes (2009)    |
| Cerro Perea        | 37°35′22″N 4°58′57″O / 37.58944, -4.98250 | 832 habitantes (2009)   |
| Isla de Vicario    | 37°34′30″N 5°05′16″O / 37.57500, -5.08778 | 159 habitantes (2009)   |
| Isla Redonda       | 37°27′23″N 4°53′16″O / 37.45639, -4.88778 | 363 habitantes (2009)   |
| Navalagrulla       | 37°39′13″N 5°04′58″O / 37.65361, -5.08278 | 188 habitantes (2009)   |
| San Antón          | 37°31′03″N 5°01′31″O / 37.51750, -5.02528 | 83 habitantes (2009)    |
| Villanueva del Rey | 37°31′35″N 5°09′32″O / 37.52639, -5.15889 | 190 habitantes (2009)   |

| Noroeste: Cañada Rosal y Palma del Río (Córdoba) | Norte: Palma del Río (Córdoba), Fuente Palmera (Córdoba) y Hornachuelos (Córdoba) | Noreste: Guadalcázar y (Córdoba) y La Carlota (Córdoba) |
| Oeste: La Luisiana y Fuentes de Andalucía        |                                                                                   | Este: Santaella (Córdoba) y La Guijarrosa (Córdoba)     |
| Sudoeste Marchena                                | Sur: Lantejuela, Osuna y El Rubio                                                 | Sudeste: Estepa (exclave), Herrera y Marinaleda         |

### Relieve
El relieve del territorio es un extenso valle con muy pocas pendientes ya que, de una extensión total aproximada de 978 km², 480 km² tienen una pendiente inferior al 3% y los restantes 498 km² tienen una pendiente entre el 3-7 %. El núcleo de población de Écija está emplazado junto a la orillas izquierda del río Genil, sobre la terraza baja del mismo río, a 110 m sobre el nivel del mar. La altitud del territorio oscila entre los 309 m (cerro Palomarejo) en plena campiña y los 70 metros a orillas del río Genil. A pesar de la poca pendiente, 452 km² tienen una erosión moderada y 526 km² tienen una erosión elevada lo que muestra la poca importancia que tienen la vegetación natural en una tierra profundamente cultivada y con poca pendiente.

### Hidrografía
La principal unidad hidrográfica que ocupa el municipio la forma el río Genil. Dicho río atraviesa el término municipal en dirección este/oeste hasta llegar a Écija, donde toma dirección norte. Su curso es bastante regular, y debido a su nacimiento en Sierra Nevada, se alimenta durante el verano cuando las lluvias son casi nulas, de los deshielos de los ventisqueros formados en esta sierra. En época de lluvias su caudal aumenta en gran proporción, saliendo de cauce en algunas ocasiones. Algunos arroyos desaguan en el Genil a lo largo de su trayecto por Écija, así como el río Blanco. 

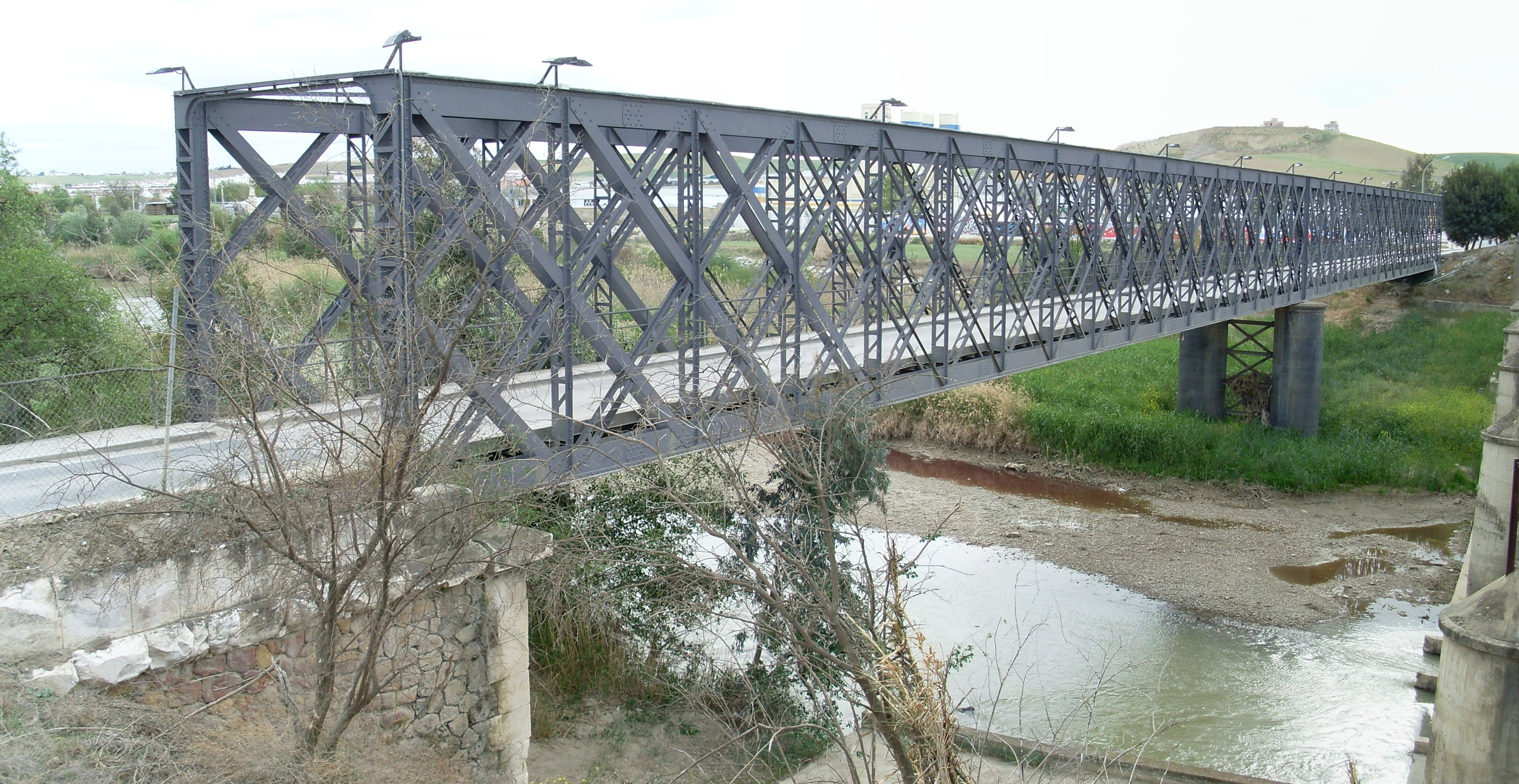
El río Genil a su paso por Écija y antiguo puente ferroviario

En cuanto a limnología, la naturaleza impermeable de los materiales triásicos del término ecijano origina la formación de numerosas lagunas, destacando la de Ruiz Sánchez 37°24′00″N 5°05′00″O / 37.40000, -5.08333 (358,80 ha), la cual se comprendía en su origen como un humedal estacional de aguas salinas, cuyo régimen hídrico sería variable según los años en función del descenso de los niveles piezométricos y la evaporación, lo que culminaría en su desecación completa durante el verano en condiciones generales. En la actualidad, el régimen hídrico original del humedal se encuentra alterado mediante una red de drenes construida hacia el año 1967. No obstante, se han comenzado los trabajos de recuperación mediante la eliminación de los sistemas de drenaje, por lo que se espera que el humedal vuelva a sus orígenes en breve. Por otro lado, cabe destacar la riqueza de acuíferos existentes, que garantizan la alimentación de numerosos pozos, posibilitando la existencia de zonas de regadío prácticamente en la totalidad del término municipal ecijano.

### Clima
Écija posee un clima mediterráneo típico. Las precipitaciones están repartidas de forma bastante irregular a lo largo del año, si bien hay un mínimo acusado los meses de junio, julio y agosto y un máximo en otoño e invierno. Las precipitaciones anuales oscilan entre los 400 mm y los 500 mm, aunque en 2010 cayeron un total de 1075,8 mm causando graves inundaciones durante todo el mes de diciembre, siendo especialmente grave la ocurrida el día 6 de diciembre. La humedad relativa media a lo largo del año es del 61% y la velocidad media del aire es de 1,8 m/s.

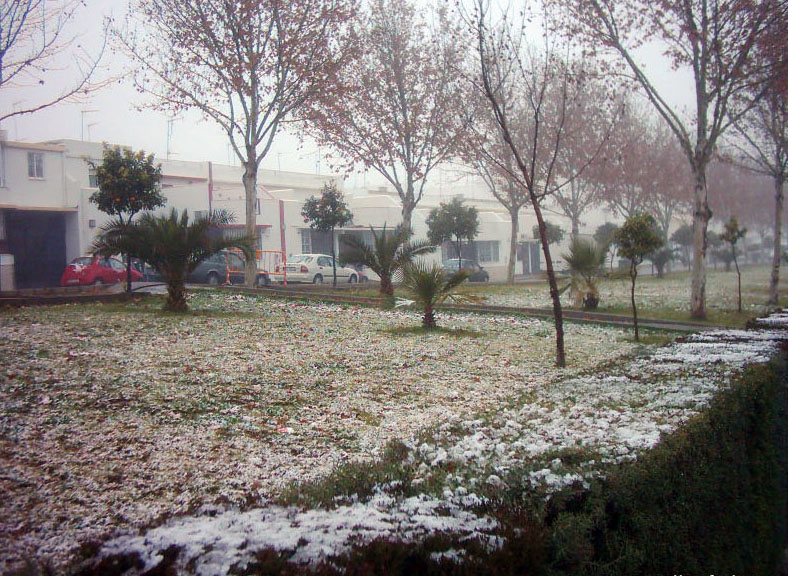
Calle de Écija después de la nevada del 29 de enero de 2006

 Raramente se producen nevadas, registrándose las últimas el 29 de enero de 2006 y el 10 de enero de 2010.
Los veranos son extremadamente cálidos y los inviernos son moderadamente suaves con una oscilación de 20 °C de media, favoreciendo estas fuertes variaciones térmicas la ubicación geográfica del municipio. Los inviernos son, por lo general, suaves por el día y frescos por la noche, son húmedos con mínimas menores que 5 °C. Estas condiciones ambientales producen frecuentes heladas, al encontrarse la ciudad en un valle, por lo que el aire frío, que pesa más que el caliente, desciende y se concentra en la ciudad, siempre que el viento no disperse el aire. Los veranos son, por lo general, muy calurosos y secos, con máximas en torno a los 37 °C de media durante los meses de julio y agosto, donde son habituales los días con máximas por encima de los 40 °C, debido a que se encuentra en el valle del Genil.
Una de las mayores temperaturas alcanzadas durante el verano tuvo lugar en el mes de julio de 1966 cuando se registraron 48 °C a la sombra. Según se comenta en un artículo del diario ABC de fecha 10 de julio de 1959, que a su vez se basa en un artículo del diario francés Le Figaro el 9 de julio de 1959 se alcanzaron los 49 °C a la sombra.
Por el contrario una de las menores temperaturas registradas durante el invierno tuvo lugar el 28 de enero del 2005 cuando se alcanzaron -9,1 °C.
| 2001-2010                                  | Ene  | Feb  | Mar  | Abr  | May  | Jun  | Jul  | Ago  | Sep  | Oct  | Nov  | Dic  | MEDIA |
| ------------------------------------------ | ---- | ---- | ---- | ---- | ---- | ---- | ---- | ---- | ---- | ---- | ---- | ---- | ----- |
| Temperatura media (°C)                     | 9,2  | 10,6 | 13,1 | 15,5 | 19,3 | 24,7 | 27,6 | 27,9 | 24,1 | 19,1 | 13   | 10   | 17,9  |
| Media de temperaturas máximas diarias (°C) | 14,9 | 16,5 | 19,7 | 22,7 | 27,0 | 33,4 | 36,9 | 36,6 | 31,3 | 25,4 | 19,0 | 15,2 | 25,0  |
| Media de temperaturas mínimas diarias (°C) | 3,6  | 4,7  | 6,6  | 8,4  | 11,5 | 16,0 | 18,3 | 19,2 | 16,8 | 12,8 | 6,9  | 4,8  | 10,9  |
| Precipitaciones medias (mm)                | 49,7 | 74,0 | 63,9 | 45,2 | 43,0 | 5,1  | 0,2  | 5,6  | 28,2 | 75,0 | 52,9 | 96,4 | 539,2 |

### Zonas verdes
- Parque del Barrero
- Parque San Pablo
- Parque de Andalucía
- Parque de Caballería
- Parque de Infantil
- Parque de Luis Vélez de Guevara
- Parque de Manuel Guisado Cano
- Parque de Miguel Martín Montes
- Rivera del Río Genil
- Vía Verde

### Flora y fauna
La flora del término municipal de Écija se encuentra marcada por la intervención de la mano del hombre, que ha modificado de manera definitiva el paisaje, con la creación de extensas plantaciones cerealistas y olivareras. Así, hay especies como olivos de cultivo, trigo, maíz, avena, oleaginosas como el girasol o cultivos industriales como el algodón o la remolacha. Además, se cultivan plantas hortenses como tomate, patatas o legumbres, entre otras.
No obstante, debido a la gran extensión del término ecijano, también podemos contemplar zonas de bosque mediterráneo con especies como las jaras, lentiscos, chumberas, pitas, palmitos, algarrobos, quejigos, romeros, tomillos, acebuches o madroños. En las márgenes del río Genil y los arroyos que atraviesan este término habitan especies de bosque de galería con vegetación riparia como álamos blancos, fresnos, tarajes, zarzales, algunas adelfas y rosales bravíos. En las áreas lacustres, encontramos carrizos, juncos, eneas, almajos, salicores y tarajes.
En cuanto a la flora urbana, se destacan los naranjos amargos, plátanos, palmeras tanto Phoenix como washingtonia, moreras, eucaliptos, tipuanas, jacarandás, jazmines, adelfas y rosales.
La fauna astigitana es la típica de las lomas cerealísticas del Valle del Guadalquivir; adquieren gran importancia la avifauna, y alberga el término ecijano gran parte de la Z.E.P.A. (Zona de Especial Protección para las Aves) Campiñas de Sevilla, que comparte con los términos de Osuna, Marchena, La Lantejuela y El Rubio. Dicha Z.E.P.A. se encuentra englobada en la red ecológica europea Natura 2000.
En cuanto a biodiversidad aviar, podemos destacar el sisón, el aguilucho cenizo, el cernícalo primilla, el alcaraván, la tórtola común, la carraca, el gorrión moruno, la perdiz roja, el zorzal, el verderón, el jilguero, el mirlo, el petirrojo, el ruiseñor, el abejaruco, el búho real, el vencejo, el águila real, al azor, la abubilla, la lechuza, el cuco o el escribano montesino. En las áreas lacustres encontramos el ánade real, el flamenco, el calamón, la grulla, la pagaza piconera o la cigüeñuela.
Con respecto al resto de la fauna, encontramos mamíferos como conejos, liebres, lirones caretos, erizos europeos o jinetas. Y anfibios y reptiles como pueden ser salamandras comunes, sapillos pintojos ibéricos, ranitas de San Antonio, ranas comunes, lagartijas cenicientas y distintas especies de culebras. Dentro de la piscifauna del Genil, a su paso por Écija, destacan los barbos y carpas. 
Por último, en la avifauna urbana de Écija encontramos estorninos, gorriones comunes, murciélagos (no es un ave), vencejos, golondrinas, cigüeñas comunes y palomas domésticas.

## Historia

### Prehistoria y Protohistoria
No hay muchos estudios sobre esta época en Écija, salvo algunas excepciones, por lo que la información que en este apartado se presenta se basa en hipótesis y en función de las investigaciones realizadas en los territorios adyacentes.

#### Paleolítico
En la comarca astigitana vivió una población paleolítica de cazadores y recolectores. Los elementos más arcaicos corresponderían a unas culturas iniciales de graveras, caracterizadas por la presencia de complejos líticos de cantos tallados. Estas culturas se enmarcarían en el pleistoceno medio, localizadas en las terrazas altas del Genil.
Con el pleistoceno superior, el hábitat discurriría preferentemente en las terrazas bajas, con industrias de cantos tallados evolucionados y piezas sobre lascas en cuarcitas y sílex.

#### Neolítico
En esta época hay una tendencia al sedentarismo poblacional. En la comarca de Écija surge el poblado al aire libre, rudimentario y sin trazos de urbanismo, debido a la geología no cárstica.
Otro aspecto característico es la invención de la cerámica llamada a la almagra, dotada de un tratamiento llamativo de un color rojo intenso bruñido, proporcionado por el óxido de hierro y la acción oxidante de la cocción de los vasos.

#### Calcolítico
Se excavan 'tholoi subterráneos o cuevas artificiales para el enterramiento colectivo. Estas cuevas artificiales se disponen como una semiesfera con un corredor de entrada orientado hacia el Sureste, excavadas en la greda, donde se acumulan los muertos con sus respectivos ajuares funerarios, o también adoptan la modalidad del pozo piriforme o silo.
En la comarca de Écija se han localizado innumerables silos de esta tipología, aunque falta por saber si estos silos corresponden a enterramientos colectivos o a silos o almacenes de grano calcolíticos, o pertenecen a otras culturas posteriores.
Sobre el vaso campaniforme, uno de los primeros ejemplares españoles procede de Écija. Fue hallado en 1888 y depositado en el Museo Arqueológico de Sevilla. Las puntas de flecha tipo Palmela, del contexto campaniforme, se han hallado también en Écija. Todo parece indicar una conexión cultural con la región portuguesa de la desembocadura del Tajo a través de Extremadura y Sierra Morena.

#### Edad del Bronce
La calcolitización había sido general y profunda, lo que adquirió tal peso específico que difícilmente se desarraigó sustituida por el bronce. Solamente había pequeñas intrusiones metalúrgicas nuevas, como la de la plata, el nuevo tipo de puñal o espada de remaches en la empuñadura, aparte del enterramiento individual.
La población se asienta  hacia el siglo IX a. C. en la zona conocida actualmente como yacimiento arqueológico Plaza de Armas, así como cerro del Alcázar o de San Gil (El Picadero), siendo más o menos fortificada, junto al curso del río Genil. Es una zona muy apta para la agricultura, disponiendo de casas de planta oval o circular, diseminadas por el poblado. Posiblemente a partir de la segunda mitad del siglo VIII a. C. y durante todo el siglo VII a. C. se opera un fuerte crecimiento demográfico.
En el bronce final, en los enterramientos se va imponiendo el rito de la cremación. A estos enterramientos sirvieron las losas o estelas grabadas halladas en Écija.

### Edad Antigua y Edad Media

#### Época romana[20]

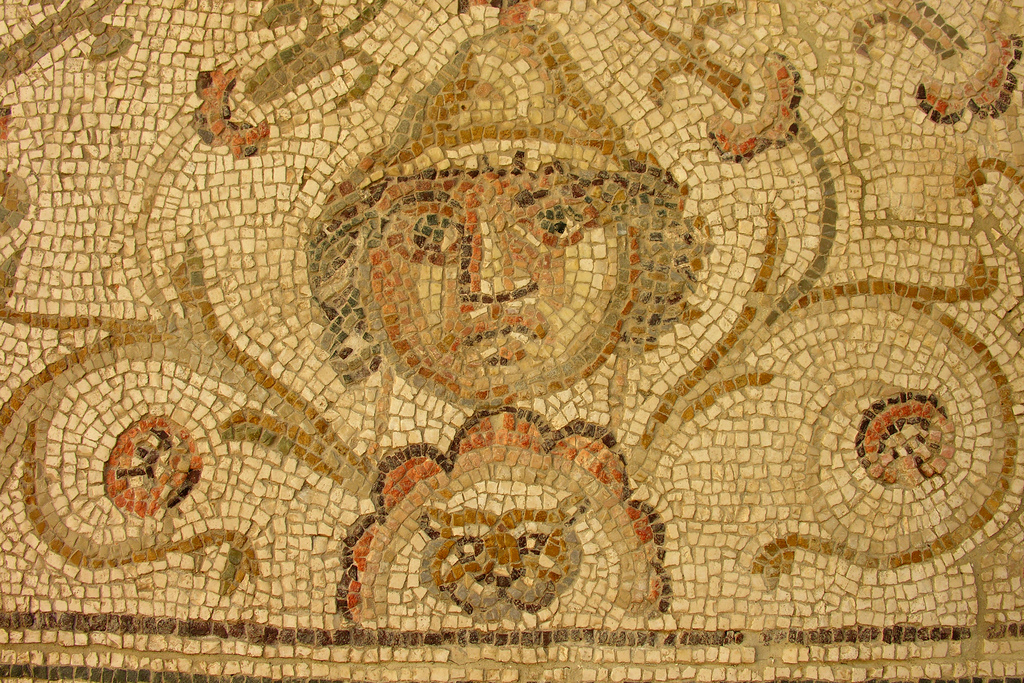
Mosaico romano de la antigua Astigi

La romanización se produce en el siglo II a. C., lo que borrará todo resto del horizonte ibérico. 
Hacia el 14 a. C., en época de Augusto, se fundó junto al poblado turdetano la Colonia Augusta Firma para resolver los últimos problemas de la desmovilización, tanto de los soldados que procedían de las grandes guerras como los que quedaban en España de la guerra del norte. Fue adscrita a la tribu romana Papiria, cuando lo normal era que las fundaciones augústeas hispanas lo fueran a la tribu Galeria.
Fue cabeza del convento jurídico astigitano, uno de los cuatro de la provincia romana de la Bética, en el que se integraban las ciudades de Tucci (Martos), Iptuci (Prado del Rey), Ucubi (Espejo), Antikaria (Antequera), Urso (Osuna) y otras de más difícil localización. Su designación debió ser relativamente temprana, probablemente bajo Claudio.
La superficie alcanzaba las 66 ha aproximadamente; no eran todas asignables a la fundación, sino que más bien hasta el siglo III, la ciudad debió ir creciendo a la vez que transformándose. Los caminos principales eran la Vía Augusta, que unía Astigi hacia el este con Corduba y hacia el oeste con Hispalis, pasando por Obúlcula y Carmo. Otro era el camino terrestre paralelo al Genil que hacia el norte comunicaba con Augusta Emerita a través de Celti y Regina y hacia el sur con Urso principalmente. Aparte, también debían de salir otras vías de menor importancia.
A su importancia estratégica sobre la Vía Augusta y junto al cauce del Genil o Singilis, antiguamente navegable hasta la ciudad, se unía la preeminencia de Astigi en el sistema de producción y exportación a larga distancia del aceite de oliva por todo el Imperio romano.
Sobre la década de los sesenta Astigi dispone de un colosal Foro que adquiere fama en toda la región, así como las lujosas termas debidas al prefecto Longino de la tribu Papiria, y el grandioso anfiteatro construido al final de una de las principales vías, el decumanus maximus, al lado derecho de la calzada militar o Vía Augusta que venía de Hispalis. También estaba muy avanzada la obra del primer puente de piedra que se construía sobre el Singilis, en sustitución del viejo, hecho con tablones.
La ciudad poseía un doble recinto amurallado, rojo en su exterior y blanco en la parte interior. Entre ambas murallas, un relleno alcanzaba hasta las almenas.
Algunos historiadores sostienen que la batalla de Munda se produjo el 17 de marzo de 45 a. C. en las cercanías de Astigi entre Julio César y los seguidores de Pompeyo. Se trata de la última gran batalla de la segunda guerra civil de la República romana, la más peligrosa y difícil de las batallas de César, y aunque terminó venciendo, este llegó a pensar incluso en suicidarse en su momento crítico. Una de las ubicaciones propuestas es la loma en la que se encuentra el castillo de Alhonoz o Aljonoz, antigua fortaleza árabe situada en el término municipal de Herrera, entre las localidades de Herrera y Écija teniendo a sus pies el río Genil.
La leyenda atribuye a Pablo de Tarso la fundación de la diócesis ecijana, que habría sido la primera capital de la Bética con sede episcopal.

#### Época visigoda
En la Hispania visigoda fue sede episcopal de la Iglesia católica, entonces conocida como Astigi, sufragánea de la archidiócesis de Sevilla que comprendía la antigua provincia romana de Bética en la diócesis de Hispania.
Fulgencio de Cartagena fue obispo de Écija, y como tal asistió al II Concilio Hispalense celebrado en el año 610.

#### Época árabe[20]
Esta época comprende desde el año 711 que se produce la entrada en la ciudad de las primeras tropas árabes al mando de Táriq ibn Ziyad hasta 1240 momento en que la zona pasa a depender de la Corona de Castilla.
Tras la Batalla de Guadalete, hubo otra resistencia de partidarios del rey visigodo Rodrigo en Écija, por el cual tuvieron un enfrentamiento en los que hoy es conocido como la fuente de los cristianos. La ciudad se tomó por la fuerza de las armas y su conquista supuso un paso decisivo en el dominio árabe del sur de la península ibérica.
El nombre romano de Astigi, aparece en los primeros textos del emirato y el Califato Omeya como Istiǧǧa que en ocasiones presenta la variante Isiǧǧa, para pasar a Asiǧǧa. 
Écija fue siempre considerada como «ciudad rica», entre otras razones por la facilidad de regadío proporcionada por el río Genil. Uno de los sobrenombres árabes de la Écija andalusí era Madínat al-qutn, la ciudad del algodón.
Écija constituía la capital de una Cora. La Cora de Écija perduró desde la organización estatal de Al-Ándalus, en el siglo VIII hasta comienzos del siglo XI. Hay distintas versiones sobre la extensión de la Cora de Écija, ya que algunos autores indican que era «relativamente poco extensa», cosa que no se ajusta con exactitud a los datos que pueden obtenerse de las fuentes árabes. La Cora de Écija se encontraba dividida en cinco aqalim.
A lo largo de toda la historia árabe de la zona, se resalta la importancia de la capital de la Cora como núcleo de comunicaciones, destacando la que unía Córdoba y Sevilla por el trazado de la antigua Vía Augusta. Esta calzada condicionó en cierto modo la historia de la Écija árabe.
Las líneas generales de su urbanismo eran herederas directas de la Astigi imperial, aunque hay sectores en los que no coinciden. En la actualidad pueden detectarse huellas del urbanismo árabe. El trazado de su muralla islámica aparece delimitado en el callejero ecijano de nuestros días con torres albarranas a la manera de las fortificaciones almohades. Dentro de recinto se disponían de cuatro puertas hacia el exterior:
- Bab al-Qantara, oriental, que daba al puente sobre el Genil.
- Bab Usuna en el flanco meridional.
- Bab Rizq, en el flanco occidental.
- Bab al-Suwayqa, en el flanco septentrional.

Otro de los elementos fundamentales se hallaba en el puente sobre el Genil. En las inundaciones de enero del 850, estas se llevan dos arcos del puente. Dada su importancia en la ruta mencionada anteriormente, debió ser restaurado casi inmediatamente.
El 1 de enero del 913 entra en la ciudad Badr, hayib del futuro califa Abd al-Rahman al-Násir, destruyendo el puente junto a las murallas de la ciudad. Casi noventa años después la calzada y el puente serán reconstruidos por Almanzor. Hasta el final de la época árabe se debió conservar el aspecto del puente como una obra sólida de sillería.
A la caída de la dinastía omeya en Córdoba, pasó a depender de los Banu Abbad sevillanos, de los que continuarían dependiendo hasta el final del siglo XI andaluz. Con la entrada de los almorávides en el país en 1091, Écija seguirá bajo el gobierno de Sevilla, a cuya historia se verá íntimamente ligada hasta el final de la etapa árabe, cuando en el 1240 pasa a formar parte de los territorios de la Corona de Castilla.
Uno de los edificios significativos de la Écija árabe, como en cualquier ciudad del espacio árabe-islámico medieval, era el de su mezquita aljama. A pesar de la entidad de la población no se han conservado mención alguna de otros lugares de culto musulmán. La mezquita está identificada con la iglesia de Santa Cruz, dato que concuerda con la existencia en los alrededores de un mercado, testimoniado a su vez en la denominación de la puerta más septentrional del flanco Norte del recinto: Bab al-Suwayqa. Debió consagrarse como mezquita aljama muy al comienzo de la ocupación árabe. Es un templo de cinco naves, sustentadas sobre columnas dentro de una construcción en piedra.
Dentro de la estructura administrativa existían los siguientes cargos. Al frente de la cora se encontraba el ámil o gobernador. Otro cargo de importancia es el Qadi o juez de la cora. Otro puesto señalado en aquel tiempo era el de sáhib al-salá o director de la oración en la mezquita aljama, aunque en ocasiones se adjudicó al Qadi de la cora
Como en el resto de Al-Ándalus, la población mayoritaria procedía de un núcleo preislámico, hispano-visigodo, al que se unió una minoría árabe originaria de Oriente y el Norte de África. En tiempos del Califato omeya de Córdoba podemos hablar de varias colectividades: mozárabes, árabes, bereberes y judíos. Écija contó con un nutrido colectivo mozárabe, de hecho existía una iglesia al lado de la mezquita aljama musulmana.
Buena parte de la población optó, sin embargo, por convertirse al Islam ante las ventajas sociales y económicas. Son los llamados muladíes o conversos.
Sobre el siglo XII Écija disponía de importantes mercados rodeada de un cerco verde de jardines, explotaciones agrícolas de regadío y arboledas.

#### Época cristiana

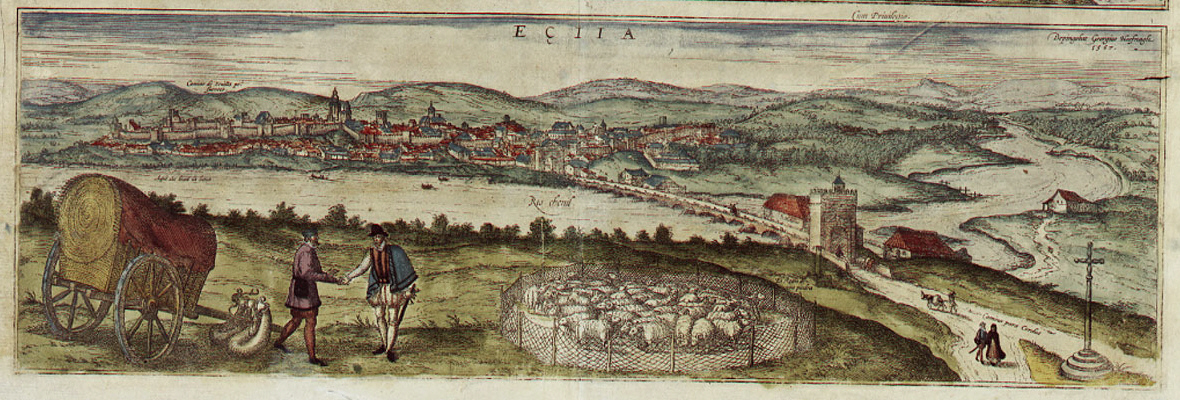
Écija en un grabado de 1572.

La conquista castellana fue realizada por Fernando III en 1240. Durante dicho periodo, se somete a Écija a una ventajosa capitulación que garantizaba a sus habitantes musulmanes salvar no solo sus vidas y propiedades, sino conservar su propio estatuto jurídico, su religión, sistema fiscal y las autoridades tradicionales. Este hecho fue simbolizado por la entrega de la torre de la Calahorra. Estas capitulaciones estuvieron en vigor hasta, aproximadamente, 1262 o 1263.
Desde ese momento hasta su completa integración, Écija gozó de paz y tranquilidad, rotas tan solo en 1255 cuando se produjo el enfrentamiento entre Alfonso X y su hermano, el infante don Enrique. Parece que los partidarios del infante rebelde lograron hacerse con el control de Écija, antes de ser derrotados en los campos de Lebrija.
Ocupada la ciudad, Alfonso X comenzó a instalar en ella a pobladores cristianos. El repartimiento fue realizado por una comisión de partidores nombrados por el rey. Para dicho repartimiento se hicieron las siguientes operaciones:
1. División de la villa en cuatro distritos parroquiales, correspondientes cada uno de ellos a las diversas parroquias constituidas inicialmente en Écija. Se trazó una cruz imaginaria, cuyos puntos extremos serían las iglesias de Santa Cruz (cabecera), San Juan (brazo izquierdo), Santa María (brazo derecho) y Santa Bárbara (pie). En términos generales estos distritos urbanos se corresponden con los cuadrantes que resultan del cruce de los dos ejes viarios principales de la Écija romana.
2. Reparto de casas e inmuebles dejados por la población mudéjar a los pobladores, teniendo en cuenta, como era norma, la condición socio-militar de cada poblador.
3. División del término «en manera de cruz» y señalamiento dentro del mismo de dos sectores bien diferenciados: el ruedo de la villa, donde se concentrarían las huertas, los cultivos más especializados y algunas tierras de sembradura y dehesas; y una orla exterior, donde los partidores ubicaron las famosas 32 aldeas.
4. Deslinde del término de Écija.
5. Concesiones de donadíos en las 32 aldeas de Écija.

La fertilidad de la comarca y su nueva posición fronteriza con el reino de Granada hicieron posible un notable desarrollo económico y social. 
En septiembre de 1275 se libró una batalla en las cercanías del municipio de Écija, cuyo resultado fue la completa derrota de las tropas del reino de Castilla, que fueron vencidas por los benimerines. El comandante del ejército cristiano, Nuño González de Lara "el Bueno", señor de la Casa de Lara y Adelantado mayor de la frontera de Andalucía, perdió la vida en la batalla, y su cabeza fue enviada en señal de triunfo al rey Muhammad II de Granada, aliado de los benimerines. Los supervivientes del ejército cristiano buscaron refugio en el municipio de Écija.
El municipio de Écija pertenceció a la reina María de Molina, esposa de Sancho IV el Bravo y madre de Fernando IV el Emplazado, aunque la soberana se vio obligada a cederla al infante Enrique de Castilla el Senador y, a la muerte de este último, pasó de nuevo a ser de la reina.
A finales del siglo XIV, a partir de 1391, Ferrán Martínez, arcediano de Écija, movió con sus discursos una gran persecución contra los judíos por todo el Reino de Castilla, lo cual provocó muchas muertes y masivas conversiones del pueblo judío.
Enrique III le concedió el título de ciudad en 1402.

### Edad Moderna

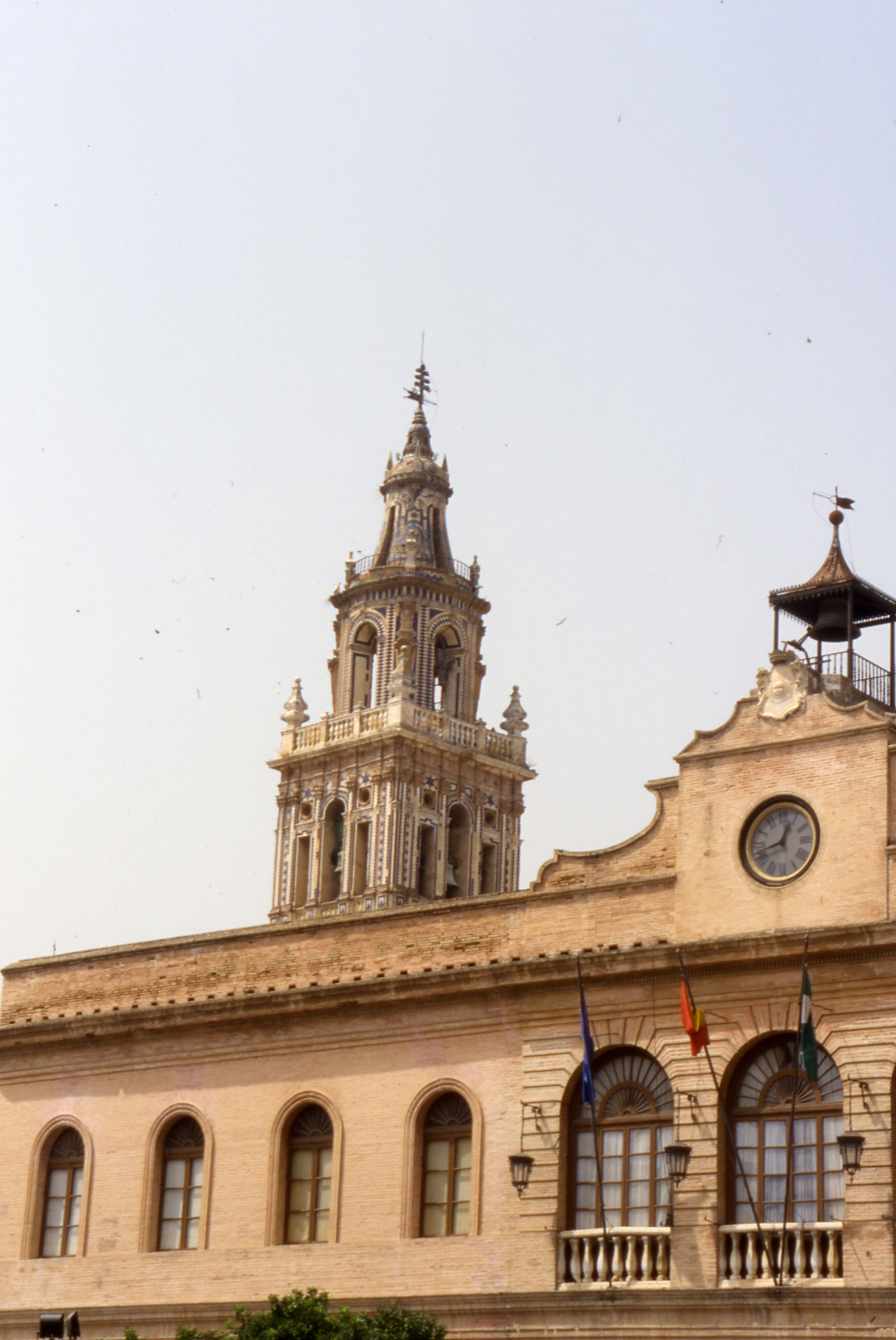
Uno de los numerosos campanarios de Écija.

Écija pertenecía al tribunal inquisitorial de Córdoba. Entre 1558 y 1730 hasta un total de ciento catorce personas, relacionadas con Écija, fueron sentenciadas por este tribunal.
En el siglo XVII la ciudad de Écija sería la segunda en número de conventos, del Reino de Sevilla, cada uno con sus distintas órdenes: Nuestra Señora del Valle (jerónimos), San Pablo (dominicos), San Antonio (franciscanos observantes), La Anunciación de Nuestra Señora (capuchinos), Santa Ana (terceros de San Francisco), Madre de Dios (agustinos), Nuestra Señora del Carmen (carmelitas calzados), Nuestra Señora de la Concepción (carmelitas descalzos), Nuestra Señora de las Mercedes (mercedarios calzados), La Concepción de Nuestra Señora (mercedarios descalzos), La Victoria (mínimos de San Francisco de Paula), San Fulgencio (jesuitas), Las Marroquíes (concepcionistas franciscanas), Santa Inés del Valle (clarisas), Santa Florentina (dominicas), Espíritu Santo (dominicas), Los Remedios (carmelitas calzadas), Las Teresas (carmelitas descalzas), La Visitación a Santa Isabel (recogidas de la Visitación) y La Encarnación (mercedarias descalzas).
Los primeros gremios se organizan a partir del siglo XVI y alcanzan su máximo esplendor en el XVIII. Debe mencionarse la importancia que adquiere en la comarca de Écija la cría de caballos de pura raza española, anglo-árabe e hispano-árabe, actividad que se mantiene en la actualidad.
Su desarrollo económico se refleja en la gran cantidad de construcciones religiosas y civiles comprendidas entre los siglos XII y XVIII. El siglo XVIII es considerado el «siglo de Oro ecijano», debido a su riqueza económica y artística. En 1755 las torres de la ciudad fueron dañadas por los efectos del terremoto de Lisboa.
Écija está considerada como la «ciudad más barroca de Andalucía», gracias a los principalmente al anteriormente destacado «siglo de oro», de hecho fue tal la influencia de este arte en las construcciones de la época, que se llegó a crear el llamado «barroco ecijano», del cual existen evidentes muestras en edificios eclesiásticos y de la alta burguesía.
A comienzos del siglo XVIII en Écija solamente había para la iglesia ocho médicos y tres matronas.

### Edad Contemporánea
Durante la guerra de la Independencia, las iglesias de Écija sufrieron los saqueos del ejército francés.
En septiembre de 1879 se abrió al tráfico el tramo Marchena-Écija de la prevista línea Marchena-Valchillón, lo que supuso la llegada del ferrocarril al municipio astigitano, que contó con una estación de ferrocarril propia. El resto del trazado se completó en 1885, permitiendo que Écija quedase conectada con el resto de la red ferroviaria española. Esto facilitó considerablemente el movimiento de personas y mercancías hacia Córdoba, Cádiz o Sevilla. La línea férrea se mantuvo en servicio hasta su clausura en 1971.
El 31 de mayo de 1936 tuvo lugar un mitin socialista en la plaza de toros en el que el sector radical del PSOE impidió violentamente que hablara el líder del sector moderado Indalecio Prieto. Hubo disparos y una bala alcanzó una ventanilla del coche en el que Prieto y sus acompañantes abandonaban la localidad para evitar ser agredidos.
La ciudad fue declarada Conjunto Histórico en 1966.

## Demografía
Écija cuenta con una población de 39 500 habitantes (INE 2024).
| Gráfica de evolución demográfica de Écija entre 1842 y 2021                                                         |
| |
| Población de derecho según los censos de población del INE Población de hecho según los censos de población del INE |

A fecha de 1 de enero de 2010 la población empadronada en Écija era de 40 534 habitantes de los cuales 19 996 (49,33 %) son varones y 20 538 (50,67 %) son mujeres, y de los cuales 38 551 (95 % del total) residían en la propia ciudad. Entre los años 40 y 60, Écija casi llegó a alcanzar los 50 000 habitantes, pero dicha cifra bajo a poco más de 36 000 a principios de los 70, debido sobre todo a la emigración por parte de la población activa. En los últimos años ha tenido un pequeño crecimiento demográfico. Según estimaciones del nuevo Plan General de Ordenación Urbana (PGOU), el incremento de la población será del 30% en los próximos ocho años, siendo este incremento de 12 043 personas. Por su población, Écija ocupa el lugar 6.º puesto entre los municipios de la provincia de Sevilla (2009).
Pirámide de la población
Del análisis de la pirámide de población se deduce que se trata de una ciudad con una población mayoritariamente joven, ya que la población menor de 40 años representa el 55,59% mientras que la población mayor de esa edad solo representa el 44,41 %. Por otra parte la población menor de 20 años representa el 24,00 % de la población mientras que la población mayor de 65 años solo representa el 13,74 % de la población. Donde se concentra el mayor porcentaje de población es en el tramo comprendido entre 20-44 años que asciende al 39,98 %, por lo que a medio plazo es previsible un envejecimiento progresivo de la población.
Población extranjera
| Continente | Países | Total |
| África     | Argelia (5), Marruecos (54), Nigeria (1), Senegal (2) y otras nacionalidades (1) | 63    |
| América    | Argentina (18), Bolivia (20), Brasil (30), Colombia (129), Cuba (3), Chile (5), Ecuador (44), Paraguay (5), Perú (8), República Dominicana (3), Uruguay (7), Venezuela (31) y otras nacionalidades (20) | 323   |
| Asia       | China (63), Pakistán (7) y otras nacionalidades (2) | 72    |
| Europa     | Alemania (5), Bulgaria (145), Francia (7), Italia (23), Polonia (30), Portugal (17), Reino Unido (40), Rumania (595), Rusia (2) Ucrania (11) y otras nacionalidades (37)                                | 912   |
| Oceanía    | - | 0     |
| Total      | - | 1370  |

Del total de 40 534 personas censadas en 2010, 1370 son de nacionalidad extranjera, que representa solo un 3,38 % muy inferior a la media nacional de inmigrantes situada en el 12,22 %. Los inmigrantes censados en la ciudad proceden de todos los continentes, a excepción de Oceanía, siendo los de nacionalidad rumana (595), búlgara (145), colombiana (129) y china (63), las colonias más numerosas.

## Economía

### Agricultura y ganadería
Écija cuenta con industrias del sector de la agricultura, dedicadas a diferentes tipos de cultivos. También cuenta con algunas industrias ganaderas.

### Industria
Écija cuenta con industrias del sector de carpintería, especialmente las dedicadas al mueble de cocina y auxiliares. También cuenta con industrias cárnicas, en particular en el sector de embutidos y prefabricados cárnicos frescos.

También cuenta con importantes industrias y centrales energéticas tanto fotoeléctricas como eólicas.

### Evolución de la deuda viva municipal
El concepto de deuda viva contempla sólo las deudas con cajas y bancos relativas a créditos financieros, valores de renta fija y préstamos o créditos transferidos a terceros, excluyéndose, por tanto, la deuda comercial.
| Gráfica de evolución de la deuda viva del Ayuntamiento de Écija entre 2008 y 2023                |
|                                                                                                  |
| Deuda viva del Ayuntamiento de Écija, en miles de euros, según datos del Ministerio de Hacienda. |

## Servicios
Écija incluye diferentes servicios:

- Comercios: se indican en el siguiente apartado.

- Transportes y comunicaciones: se hablará más adelante.

- Finanzas: Écija cuenta con un gran número de bancos y cajas de ahorros.

- Turismo: el sector turístico es un sector muy importante en Écija y es considerado de gran valor ya que Écija es la ciudad de la provincia de Sevilla (tras la capital) con más visitas al año y una de las ciudades más visitas de Andalucía.

- Hostelería: es un sector muy importante debido a la gran cantidad de bares y restaurantes que hacen que nos encontremos con una ciudad que cuenta con una gran oferta gastronómica y de calidad.

- Ocio: Écija cuenta con varias zonas de ocio así como una buena oferta de ocio en muchas ocasiones enfocada a los niños debido al gran número de niños y niñas que tiene Écija según datos del censo.

- Cultura y espectáculos: Écija cuenta con una gran oferta cultural y de espectáculos, ya no solo por su patrimonio histórico-artístico, sino por teatros, conciertos, cines, ferias, conferencias, etc.

- La administración pública y los denominados servicios públicos: los presta el Estado o la iniciativa privada (sanidad, educación, atención a la dependencia), entre otros.

#### Comercios
En el ámbito del comercio Écija cuenta con una gran cantidad de pequeños y medianos comercios repartidos por toda la ciudad, dedicados a dar diferentes servicios, no obstante las zonas comerciales más fuertes se centran en el casco antiguo (especialmente, Av. Miguel de Cervantes, El Conde, Cintería y otras zonas) y la alcarrachela que además de comercios cuenta con dos centros comercial, el Centro Comercial Las Torres y el Centro Comercial N4. En estas zonas comerciales no solo encontramos comercios particulares sino grandes franquicias y cadenas de tiendas y comida.

### Educación
En Écija hay 32 centros educativos para sus habitantes, 30 de ellos en Écija, uno en Cerro Perea y otro en Isla Redonda. Dentro de estos 30 centros, además de colegios e institutos también se dispone de una Escuela Oficial de Idiomas, un Centro de Adultos, un Conservatorio Elemental de Música y la Universidad Nacional de Educación a Distancia (UNED).
Hay un total de 12 guarderías; siendo 11 de ellas concertadas, 14 centros que imparten Educación infantil; 4 de ellos concertados, 13 centros que imparten Educación primaria; 4 de ellos concertados, 7 centros que imparten Educación Secundaria Obligatoria (ESO); 4 de ellos concertados, 4 centros que imparten Bachillerato, 1 de ellos concertado; 4 centros que imparten Ciclos Formativos de Grado Medio; 1 de ellos concertado y 3 centros que imparten Ciclos Formativos de Grado Superior; 1 de ellos concertado.
El listado de centros educativos del término municipal es el siguiente:
| Nombre                                     | Enseñanzas                                                                                              |
| ------------------------------------------ | --- |
| CEI Caramelo                               | Guardería                                                                                               |
| CEI Colorines                              | Guardería                                                                                               |
| CEI Soletes                                | Guardería                                                                                               |
| CEI Piruetas                               | Guardería                                                                                               |
| CEI Garabatos                              | Guardería                                                                                               |
| CEI Las Torres de Colores                  | Guardería                                                                                               |
| CEI La Escuelita                           | Guardería                                                                                               |
| CEI El Vaporcito                           | Guardería                                                                                               |
| CEI Campanilla                             | Guardería                                                                                               |
| CEI La Campiña                             | Guardería                                                                                               |
| EI Acuarela                                | Guardería                                                                                               |
| EI Girasol                                 | Guardería                                                                                               |
| EI Los Árboles                             | Infantil                                                                                                |
| CEIP Astigi                                | Infantil y Primaria                                                                                     |
| CEIP Blas Infante                          | Infantil y Primaria                                                                                     |
| CEIP Ciudad del Sol                        | Infantil y Primaria                                                                                     |
| CEIP El Valle                              | Infantil y Primaria                                                                                     |
| CEIP Genil                                 | Infantil y Primaria                                                                                     |
| CEIP La Milagrosa                          | Infantil y Primaria                                                                                     |
| CEIP Miguel de Cervantes                   | Infantil y Primaria                                                                                     |
| CEIP Pedro Garfias                         | Infantil y Primaria                                                                                     |
| CEIP San Agustín                           | Infantil y Primaria                                                                                     |
| CDP María Auxiliadora                      | Infantil, Primaria y ESO                                                                                |
| CDP Nuestra Señora del Valle               | Infantil, Primaria y ESO                                                                                |
| CDP Santa María Nuestra Señora             | Infantil, Primaria y ESO                                                                                |
| CDP Escuelas Profesionales Sagrada Familia | Infantil, Primaria, ESO, Bachillerato, Ciclos Formativos Grado Medio y Ciclos Formativos Grado Superior |
| IES Luis Vélez de Guevara                  | ESO, Bachillerato, Ciclos Formativos Grado Medio y Ciclos Formativos Grado Superior                     |
| IES Nicolás Copérnico                      | ESO, Bachillerato y Ciclo Formativo Grado Medio                                                         |
| IES San Fulgencio                          | ESO, Bachillerato, Ciclo Formativo Grado Medio y Ciclos Formativos Grado Superior                       |
| Escuela Oficial de Idiomas                 | Escuela de Idiomas                                                                                      |
| CEPER Miguel Hernández                     | Centro de Adultos                                                                                       |
| CEM Fray Juan Bermudo                      | Conservatorio Música                                                                                    |
| Equipo Orientación Educativa               | UNED |

CEI: Colegio de Educación Infantil
EI: Escuela Infantil
CEIP: Colegio de Educación Infantil y Primaria
CDP: Centro Docente Privado
IES: Instituto de Enseñanza Secundaria
CEPER: Centro de Educación Permanente
CEM: Conservatorio Elemental de Música
Los Bachilleratos que se imparten son los siguientes: Ciencias de la naturaleza y salud; Tecnología; Humanidades y ciencias sociales; Artes; y Ciencias y tecnologías.
Los ciclos formativos son en la modalidad de grado medio: Equipos e instalaciones electrotécnicas; Montaje y mantenimiento de instalaciones de frío, climatización y producción de calor; Cuidados auxiliares de enfermería; Gestión administrativa; Explotación de sistemas informáticos; Atención sociosanitaria; y Comercio.
Y en la modalidad de grado superior: Instalaciones electrotécnicas; Mantenimiento de equipo industrial; Dietética; Imagen para el diagnóstico; Educación infantil; Administración y finanzas; Administración de sistemas informáticos; Desarrollo de Aplicaciones Web; y Gestión comercial y marketing.
El Centro del Profesorado, dependiente de la Consejería de Educación de la Junta de Andalucía, está compartido con el de Osuna, situándose físicamente en esta ciudad.
También existe un centro gastronómico y se encuentra prevista la realización de un parque de educación vial en la zona de las Huertas.
Sanidad
Respecto a la sanidad, en Écija existe un hospital de alta resolución, el Hospital de San Sebastián, además de dos grandes centros de salud, como el centro de salud del Almorrón y el centro de salud Virgen del Valle. También está en construcción el nuevo hospital comarcal en Écija

### Servicios sociales
Desde el Área Social de la Excma. Diputación de Sevilla, en colaboración con la Mancomunidad de Municipios de la Comarca de Écija, se han llevado a cabo prestaciones básicas de servicios sociales en las localidades de La Luisiana, Campillos, Cañada Rosal y Fuentes de Andalucía.
Estas prestaciones básicas de servicios sociales se entienden como un conjunto de medidas de carácter público y universal, regladas y sujetas a derecho, integradas en el sistema de servicios sociales, que garantizan unos mínimos de cobertura reconocidos socialmente a sujetos a límites establecidos y que son prestadas en el nivel territorial más próximo a los ciudadanos: el municipio.
El equipo de trabajo está formado por una Psicóloga, una Graduada Social, tres Trabajadoras Sociales y dos educadoras sociales.
Entre sus funciones encontramos las siguientes: gestión de pensiones; solicitudes de incapacidad y revisión de su grado; solicitudes de prestación por maternidad; pensión de orfandad; intervención familiar, asesoramiento y consultoría; desarrollo de habilidades interpersonales; estudio y análisis de problemática familiar; información, orientación y asesoramiento a familias y gestión de prestaciones y recursos.
Se llevan a cabo los siguientes programas: Servicio de Información Valoración y Orientación (S.I.V.O.), Servicio de Ayuda a Domicilio (S. A. D.) y Programas de Convivencia y Reinserción.

### Transporte

#### Carreteras
La carretera principal que pasa por el término municipal de Écija es la autovía nacional A-4, que pertenece a la Red de carreteras del Estado. 
La A-4 tiene accesos al municipio y comunica Madrid con Cádiz pasando por Castilla-La Mancha.
- También pasan por el municipio la A-364 que pertenece a la Red Básica de Carreteras de Andalucía. Parte de Écija y une la autovía A-4 con la autovía A-92 a la altura de Monte Palacio en el término municipal de Marchena.[39]
- La A-351 que pertenece a la Red Intercomarcal de Carreteras de Andalucía. Parte de Écija y une la autovía A-4 con la autovía A-92 a la altura de Osuna.[39]
- La A-386 que pertenece a la Red Intercomarcal de Carreteras de Andalucía. Parte del núcleo de población de Cerro Perea y une la autovía A-4 con la autovía A-45 a la altura de La Rambla.[39]
- La A-388 que pertenece a la Red Intercomarcal de Carreteras de Andalucía. Parte de Écija y une la autovía A-4 con la carretera A-318 a la altura de Herrera.[39]
- La A-453 que pertenece a la Red Intercomarcal de Carreteras de Andalucía. Parte de Palma del Río y une la A-431 con la carretera N-IVa en Écija.[39]
- La A-8203 que pertenece a la Red Complementaria de Carreteras de Andalucía. Parte del término municipal de Écija y une la A-453 con la carretera A-440 en la Provincia de Córdoba.[39]
- También pasan por el término municipal la CO-4309; la SE-9104; la SE-9105; la SE-9106 y la SE-9107.[39]

| Red                          | Carretera | Origen - Destino                            | Longitud (km) |
| ---------------------------- | --------- | ------------------------------------------- | ------------- |
| Red de carreteras del Estado | A-4       | Madrid - Cádiz                              | 670,5         |
| Red Básica                   | ' A-364 ' | A-4 (Écija) - A-92 (Monte Palacio)          | 42,72         |
| Red Intercomarcal            | ' A-351 ' | A-4 (Écija) - A-92 (Osuna)                  | 34,63         |
| Red Intercomarcal            | ' A-386 ' | A-4 (Cerro Perea) - N-331 (La Rambla)       | 28,23         |
| Red Intercomarcal            | ' A-388 ' | A-4 (Écija) - A-318 (Herrera)               | 36,41         |
| Red Intercomarcal            | ' A-453 ' | A-431 (Palma del Río) - N-IVa (Écija)       | 29,56         |
| Red Complementaria           | A-8203    | A-453 (Écija) - A-440                       | 19,84         |
| Red provincial               | CO-4309   | CO-4311 (Fuente Palmera) - A-453 (Écija)    | 9,29          |
| Red provincial               | SE-9104   | Écija – La Luisiana                         | 22,70         |
| Red provincial               | SE-9105   | N-IV (Écija) – Límite provincial de Córdoba | 12,70         |
| Red provincial               | SE-9106   | N-IV (Glorieta Écija) – A-4 (Vte. de Écija) | 0,31          |
| Red provincial               | SE-9107   | A-4 (Écija) – Antigua N-IV (Écija)          | 0,47          |

En el término municipal de Écija hay doce estaciones de servicio de venta al público en general; tres de ellas se encuentran en la autovía A-4, en los puntos kilométricos 441,5; 460; 465.

#### Parque de vehículos de motor
| Tipo de vehículo       | Cantidad |
| ---------------------- | -------- |
| Automóviles de turismo | 18 292   |
| Camiones y furgonetas  | 4410     |
| Otros vehículos        | 7704     |
| Total                  | 30 407   |

Écija cuenta con un extenso parque automovilístico con una ratio de 7 vehículos por cada 10 ciudadanos. Posee además un elevado parque de camiones y furgonetas, que representa el 14,50% del parque automovilístico, lo que indica un gran número de transportistas de mercancías autónomos o en pequeñas empresas o cooperativas y un importante trasiego de estos vehículos por la ciudad.

#### Transporte público
Écija cuenta con un servicio de transporte público urbano de viajeros. Este servicio data del 20 de agosto de 1964, aunque anteriormente ya hubo una empresa de servicio urbano. Desde la puesta en servicio del transporte urbano, la población lo denominó popularmente como «el Trompo», dado que el autobús iba y venía de la barriada «la Guita» y daba vueltas al «Salón». Actualmente cuenta con una línea que realiza el siguiente recorrido, aunque recientemente se ha ampliado con dos paradas en el Nuevo Hospital Comarcal de Écija (CHARE):
| Parada                                         | Número de Paradas |
| ---------------------------------------------- | ----------------- |
| Plaza de España                                | 1                 |
| Avda. Miguel de Cervantes                      | 1                 |
| Avda. de Andalucía                             | 1                 |
| Rotonda Augusto César                          | 1                 |
| Avda. Dr. Fleming                              | 0                 |
| Bda. del Puente                                | 1                 |
| Instituto Nicolás Copérnico                    | 1                 |
| Bda. Las Huertas                               | 1                 |
| Hospital San Sebastián                         | 1                 |
| Avda. del Valle                                | 1                 |
| Rotonda Instituto Vélez de Guevara             | 1                 |
| C/ Pío XII                                     | 0                 |
| C/ Juan XXIII                                  | 0                 |
| C/ Nueva                                       | 3                 |
| C/ Córdoba                                     | 2                 |
| Plaza de la Zarzuela                           | 1                 |
| Avda. del Ferrocarril                          | 1                 |
| Barrera San Gregorio                           | 1                 |
| Avda. de los Toreros                           | 1                 |
| Bda. La Paz                                    | 1                 |
| Hospital Comarcal de Écija (Urgencias)         | 1                 |
| Hospital Comarcal de Écija (Entrada Principal) | 1                 |
| Avda. Dr. Sánchez Malo                         | 2                 |
| C/ San Benito                                  | 1                 |
| Rotonda Ctra. Osuna                            | 0                 |
| Centro comercial N4                            | 1                 |
| Rotonda Ctra. Herrera                          | 1                 |
| Avda. de la Alcarrachela                       | 1                 |
| Avda. Blas Infante                             | 1                 |
| Estación de autobuses                          | 1                 |
| Bulevar                                        | 0                 |
| Rotonda de Cervantes                           | 0                 |
| Avda. Miguel de Cervantes                      | 2                 |
| Plaza de España                                | 1                 |

Así mismo, también operan los siguientes servicios de transporte público interurbano de viajeros:
- Grupo Valenzuela ofrece varios servicios diarios de autocares con el itinerario Écija-Cañada Rosal-El Campillo-La Luisiana-Fuentes de Andalucía -Sevilla-Jerez de la Frontera-Algeciras;[43]
- Socibus ofrece servicios diarios de autocares con el itinerario Irún-San Sebastián-Éibar-Bilbao-Vitoria-Miranda de Ebro-Burgos-Aeropuerto Adolfo Suárez Madrid-Barajas T4-Madrid-Valdepeñas-Almuradiel-Montoro-Écija-Puerto de Santa María-Cádiz-San Fernando-Tarifa;[44]
- Alsa ofrece servicios diarios de autocares con el itinerario Sevilla-Carmona-Écija-Córdoba-Andújar-Bailén-Linares-Baeza-Úbeda-Villacarrillo-Villanueva del Arzobispo-Puente Génave-Alcaraz-Albacete-Almansa-Játiva-Valencia; y con el itinerario Sevilla-Carmona-Écija-Córdoba-Andujar-Bailén-Linares-Úbeda-Villacarrillo-Villanueva del Arzobispo-Beas de Segura-Puente Génave-Alcaraz-Albacete-Almansa-Valencia-Barcelona
- Diego Mármol ofrece servicios diarios de autocares con el itinerario Écija-Osuna;
- Autocares Flores ofrece servicios diarios a las pedanías de Écija;

Actualmente, según anunció el ayuntamiento, se está estudiando la posibilidad de una nueva línea de autobuses entre Écija y Osuna con parada en la estación de tren de Osuna así como una posible ampliación del servicio de Socibus a Huelva. 
También se cuenta con una flota de taxis particulares, habiendo concedidas 15 licencias (2010) que se encuentran repartidos en 4 paradas.

## Símbolos

### Bandera
La bandera del municipio es de color azur y cuenta con un sol figurado amarillo situado en el centro, esto se debe a que la ciudad de Écija es conocida como «la Ciudad del Sol».

### Escudo
De azur, sol figurado de oro y bordura de oro con la divisa latina «ASTIGI. CIVITAS SOLIS VOCABITUR UNA» (traducido al español, «Écija, sólo una será llamada Ciudad del Sol») en sable; timbrado de corona mural de oro, realzada de cinco
torres almenadas y cuatro garitas vistas, mazonadas de sable y aclaradas de azur; y rodeando el escudo, una cinta flotante con los títulos honoríficos «MUY NOBLE», «MUY LEAL» y «CONSTANTE, LEAL Y FIDELÍSIMA».
La razón de haber sido simbolizado así el escudo procede de varias coincidencias que fueron otros tantos motivos para esculpirlo con tales alegorías según se detalla:
- En la Antigüedad, la ciudad tuvo un templo consagrado al Sol, por ser quien vivifica con sus candentes rayos a todos los seres terrestres. No solo hicieron los astigitanos de dicho astro su principal emblema, sino que por antonomasia, se llamó más tarde a la ciudad Civitas Solis, a semejanza de la Heliópolis egipcia, así conocida por venerarse también allí este astro.
- La palabra ASTIGI expresa el nombre con el que la población era denominada antiguamente. La corona mural que hay en el remate indica dos épocas gloriosas de la historia astigitana y el derecho que en todo tiempo había gozado la ciudad, primero mientras era fronteriza y después por haber vivido libre e independiente de señorío alguno.
- Profetizado por Isaías en el cap. XIX v.18, que entre las cinco ciudades de la tierra de Egipto, solo una será llamada Ciudad del Sol Civitas Solis Vocabitur Una, de esta forma Astigi también se consideró la Ciudad del Sol entre las de Andalucía, semejante a la egipcia y se aplicaron las palabras proféticas dichas anteriormente para el lema de su escudo.

## Administración y política

### Gobierno municipal
La administración política de la ciudad se realiza a través de un Ayuntamiento de gestión democrática cuyos componentes se eligen cada cuatro años por sufragio universal. El censo electoral está compuesto por todos los residentes empadronados en Écija mayores de 18 años y nacionales de España y de los restantes Estados miembros de la Unión Europea. Según lo dispuesto en la Ley del Régimen Electoral General, que establece el número de concejales elegibles en función de la población del municipio. La corporación municipal de Écija está formada por 21 concejales.
| Periodo   | Nombre                      | Partido | Partido                                                 |
| --------- | --------------------------- | ------- | ------------------------------------------------------- |
| 1979-1983 | Julián Álvarez Pernía       |         | Partido Andalucista (PA)                                |
| 1983-1987 | María de la Luz Méndez      |         | Partido Andalucista (PA)                                |
| 1987-1995 | Fernando Martínez Ramos     |         | Partido Socialista Obrero Español de Andalucía (PSOE-A) |
| 1995-2003 | Julián Álvarez Ortega       |         | Partido Andalucista (PA)                                |
| 2003-2011 | Juan Wic Moral              |         | Partido Socialista Obrero Español de Andalucía (PSOE-A) |
| 2011-2015 | Ricardo Gil-Torresano Riego |         | Partido Popular de Andalucía (PP)                       |
| 2015-2023 | David Javier García Ostos   |         | Partido Socialista Obrero Español de Andalucía (PSOE-A) |
| 2023-act. | Silvia Heredia Martín       |         | Partido Popular de Andalucía (PP)                       |

| Partido político                                         | 2023  | 2023  | 2023       | 2019  | 2019  | 2019       | 2015  | 2015  | 2015       | 2011  | 2011  | 2011       | 2007  | 2007  | 2007       |
| Partido político                                         | %     | Votos | Concejales | %     | Votos | Concejales | %     | Votos | Concejales | %     | Votos | Concejales | %     | Votos | Concejales |
| Partido Popular de Andalucía (PP)                        | 45,83 | 8943  | 11         | 27,88 | 5132  | 7          | 28,52 | 5307  | 7          | 36,23 | 7661  | 9          | 17,39 | 3496  | 4          |
| Partido Socialista Obrero Español de Andalucía (PSOE-A)  | 26,27 | 5126  | 6          | 33,03 | 6080  | 8          | 33,98 | 6323  | 8          | 32,46 | 6862  | 8          | 39,73 | 7988  | 9          |
| Fuerza Ecijana (FUE)                                     | 9,46  | 1846  | 2          | 8,67  | 1597  | 2          | 5,44  | 1012  | 1          | 4,30  | 909   | 0          | 3,56  | 716   | 0          |
| Con Andalucía-Izquierda Unida (IU)                       | 6,87  | 1341  | 1          | 5,69  | 1049  | 1          | 8,14  | 1514  | 1          | 5,88  | 1243  | 1          | 6,24  | 1255  | 1          |
| Vox                                                      | 6,37  | 1243  | 1          | 5,25  | 967   | 1          | —     | —     | —          | —     | —     | —          | —     | —     | —          |
| Ciudadanos (CS)                                          | 1,64  | 320   | 0          | 6,92  | 1274  | 1          | —     | —     | —          | —     | —     | —          | —     | —     | —          |
| Podemos                                                  | —     | —     | —          | 5,21  | 959   | 1          | 8,72  | 1622  | 2          | —     | —     | —          | —     | —     | —          |
| Partido Andalucista (PA)-Espacio Plural Andaluz (EP-And) | —     | —     | —          | —     | —     | —          | 10,16 | 1890  | 2          | 13,61 | 2877  | 3          | 24,12 | 4850  | 6          |
| Partido Socialista Ecijano Independiente (PSEI)          | —     | —     | —          | 1,78  | 328   | 0          | 3,17  | 589   | 0          | 4,46  | 944   | 0          | 7,47  | 1501  | 1          |

### Organización territorial
Écija está conformada por 4 distritos: DC, D1, D2 y D3, en los cuales se cuenta con zonas diferenciadas en barrios populares. Estas son: casco antiguo (centro histórico), El Valle, Las Moreras, La Zarzuela, El Balcón de Écija-La Alhambra, La Paz, La Almazara, La Guita, Las casitas, Cañato, El arroyo, El Matadero (plaza de toros), Las Huertas, La Merced-San Gil-El picadero, El puente, La Alcarrachela, Las 200 viviendas, Los pisos amarillos, Colón-Los Emigrantes, La Cerámica, La Colonda-La Tolerancia.
Además cuenta con algunas urbanizaciones en las inmediaciones como son la urbanización Vía Augusta (Cuesta Blanca), urbanización Astigi y urbanización Cerro de San Cristóbal.

### Justicia
Écija es cabeza del partido judicial número 10 de la provincia de Sevilla, que engloba a los municipios de Écija, La Luisiana, Cañada Rosal y Fuentes de Andalucía, que suman 55.564 habitantes. Las instalaciones judiciales constan de dos juzgados de primera instancia e instrucción situados en la calle la Marquesa n.º 15.
Ambos Juzgados están en el antiguo Palacio de las Tomasas, conocido también como Palacio de Justicia. Dicho edificio consta de dos plantas. Curiosamente en la planta baja, se encuentra el Juzgado n.º 2 y en la planta alta se encuentra el Juzgado n.º 1, que además es el Juzgado que está destinado, también en exclusiva para los asuntos de Violencia de Género. 
Écija no cuenta con una sede de Fiscalía propia adscrita a dicho municipio, sino que la Fiscalía es compartida, actuando en este partido judicial la Fiscalía con sede en Lora del Río.
Asimismo, en la planta baja, además de las correspondientes oficinas civiles y penales, se encuentra el Registro Civil y la consulta del Médico Forense adscrito a ambos Juzgados, donde se realizan los distintos informes forenses necesarios en algunos procedimientos, fundamentalmente del ámbito penal.
En la planta alta existe una Sala de Abogados y Procuradores.

## Patrimonio
Cuenta con numerosas iglesias y conventos barrocos, palacios y casas-palacio. Por toda la ciudad se encuentran vestigios de construcciones y elementos arquitectónicos de época romana.

### Arquitectura religiosa

#### Iglesia de Santa María Nuestra Señora
La iglesia está situada en la plaza de Santa María, donde se ubica un monumento de los patrones de Écija, la Virgen del Valle y San Pablo. Es especialmente conocida por su belleza arquitectónica interior.

#### Iglesia de Santa Bárbara
La iglesia de Santa Bárbara es de estilo neoclásico, siendo esta la primera edificación de este estilo en Andalucía, se encuentra situada en la misma plaza de España de la ciudad. Bajo ésta, se ubica una antigua mezquita musulmana.

#### Iglesia de San Francisco

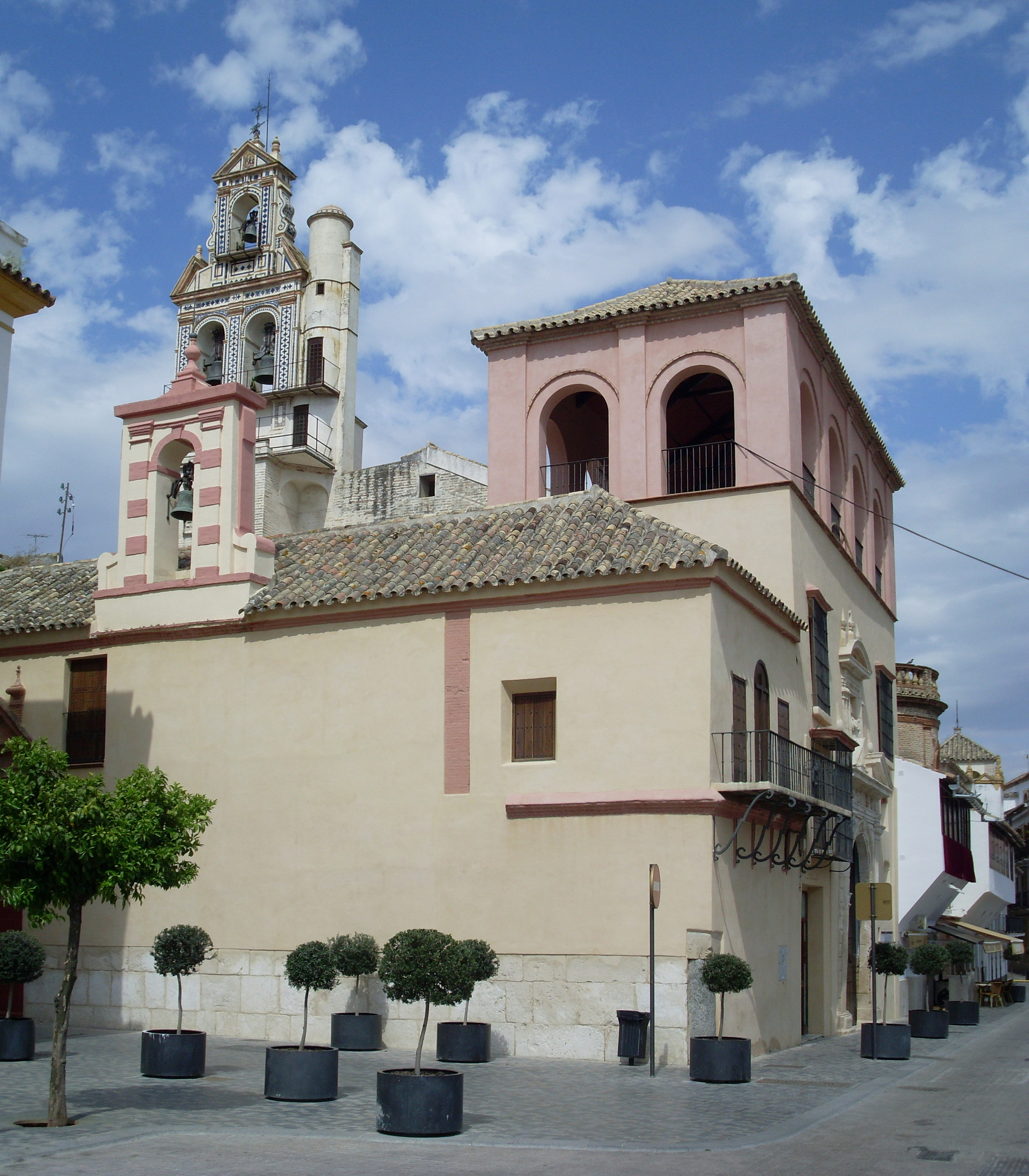
Espadaña de la iglesia de San Francisco y balcón de la Inquisición

Este templo se encuentra en la plaza de España. Desde sus inicios hasta la segunda mitad del siglo XX estuvo regido por congregaciones de frailes y monjes. Su advocación inicial era Convento de San Antonio de Padua. Posee en su patio dos retablos exteriores y una capilla, la cual perteneció a la extinguida Hermandad de la Vera Cruz (que también incluye una pequeña espadaña). El balcón izquierdo de la puerta principal pertenecía a la Santa Inquisición. El primer Convento estuvo en la ermita de San Gregorio. Actualmente está regido por un rector propio, sin ser parroquia.

#### Iglesia del Hospital de la Concepción
La iglesia, parte conservada de lo que fue el Hospital de la Concepción (Vulgo Hospitalito), se sitúa en la calle del Conde muy próxima a otras construcciones históricas como la iglesia de Santa María, la iglesia de los Descalzos, del convento de las Teresas y el Ayuntamiento. Es un ejemplo de la arquitectura del siglo XVI de esta localidad, que vivió entonces uno de los momentos álgidos de su devenir artístico.

#### Iglesia de la Pura y Limpia Concepción de Nuestra Señora
Forma parte del antiguo convento de los Carmelitas Descalzos. La fundación del primitivo convento tuvo lugar en 1591 gracias a la iniciativa del regidor Sancho de Rueda y su esposa, María de Cárdenas, iniciándose las obras de la iglesia que quedaría inaugurada en 1614. Fue reabierta al culto después de una restauración de 15 años a mediados de 2010. Es considerada la joya de Écija por ser la iglesia más barroca.

#### Iglesia de San José (Convento de las Teresas)
Fue clausurado en la Cuaresma de 2015 tras cuatro siglos de actividad ininterrumpida en Écija.

#### Convento de la Santísima Trinidad y Purísima Concepción (Las Marroquíes)
Conocido Popularmente como las Marroquíes el Convento de la Santísima Trinidad Y Purísima Concepción de Écija se encuentra en la calle secretario Armesto a escasos metros de la iglesia de los Descalzos, está regido por las Franciscanas Concepcionistas. Fue clausurado en octubre de 2014.

#### Iglesia Mayor de Santa Cruz
La iglesia se encuentra situada en la plaza de Nuestra Señora del Valle. Tuvo gran importancia jerárquica en épocas pasadas, de ahí el nombre de su advocación, reservado a las iglesias mayores o cabezas de Sede.
La actual iglesia es de estilo neoclásico, aunque los restos más antiguos se remontan a la época visigoda. En esta iglesia se encuentra la imagen de la patrona: La Virgen del Valle.

#### Real Monasterio de Santa Inés del Valle
El Real Monasterio de Santa Inés del Valle, también llamado Convento, actualmente está ocupado por la orden de las Clarisas Franciscanas. Fue fundado a finales del siglo XV y su iglesia, de estilo barroco, es de principios del siglo XVII.

#### Convento de la Visitación de Santa Isabel (Las Filipensas)
La torre o espadaña es no de los singulares campanarios de ángulo ecijano. Se eleva sobre un poderoso basamento de ladrillo en limpio y está formada por dos muros enfrentados en los que se abren arcos trilobulados para albergar las campanas. Dichos arcos están flanqueados por pilastras estranguladas que se coronan en capiteles corintios. Todo este conjunto remata con pináculos de cerámica, cubriendo sus paramentos con una complicada y profusa ornamentación de azulejería, a tono con la existente en el resto de estas típicas construcciones dieciochescas ecijanas.
La iglesia es de una sola nave, con diferenciación de presbiterio mediante arco toral. Se cubre en su totalidad mediante un alfarje mudéjar de enorme interés. El sector que cubre el presbiterio es de forma ochavada, apoyándose en cuatro pechinas con labor de lacería. El arrocabe lo constituyen la solera y el estribado, muy sencillos y separados por molduras con talla de ajedrezado simple. El cuerpo principal de la nave está presidido por otra armadura ochavada de limas mohamares y apeinazada. Cuatro pechinas talladas como abanicos abiertos o veneras, convierten el rectángulo de la planta en el octógono de la cubierta.
El coro se cubre mediante dos tramos de bóvedas de aristas decoradas con yeserías barrocas a base de pinjantes y grandes rocallas. Bajo la gran reja que separa el coro de la nave se dispone una serie de azulejos policromados del siglo XVIII, con representaciones diversas de bastante interés.
La portada que se abre a la calle Recogidas fue ejecutada entre 1774 y 1775, en piedra caliza y mármol gris. De planta ligeramente convexa, se forma a base de pilastras toscanas que presentan su fuste cajeado; este se decora, además, con pinjantes y guarnición lateral de placas recortadas. En el cuerpo superior observamos un relieve de la Visitación, abrazado por los brazos de un roto frontón mixtilíneo. Fue desalojado a principios de 2014.

#### Iglesia de Santiago el Mayor
Se trata del edificio eclesiástico más interesante del Conjunto Histórico Astigitano, siendo una de las iglesias más elegantes de Andalucía perteneciente al estilo gótico-mudéjar del siglo XV. Está declarado Bien de Interés Cultural en calidad de Monumento histórico-artístico. Esta parroquia posee un patio con una fuente. En dicho patio podemos encontrar una cara en la pared, la cual pertenece a una leyenda ecijana.

#### Iglesia de San Gil Abad
Está situada en la zona más alta de la ciudad, en la típica calle de San Antonio. La fecha de 1479 se fija como la fundacional de la primitiva iglesia mudéjar. A través de los siglos se realizaron transformaciones y añadidos, enmascarando de barroquismo del siglo XVIII casi todo el edificio. De esa época y estilo es el retablo mayor, que preside la imagen del santo titular del templo. En la nave del Evangelio se abre la capilla Sacramental, donde posee gran valor, presidiendo el barroco retablo central, el Santísimo Cristo de la Salud. Esta talla tiene una fuerte devoción en la ciudad.

#### Iglesia de San Juan Bautista
La iglesia se encuentra ubicada en la plaza de San Juan, destacando por su bella torre. Data del Repartimiento que se realizó tras la toma de la ciudad en la Edad Media. En esta iglesia fue bautizado el escritor Luis Vélez de Guevara el 26 de agosto de 1579. Es importante destacar su torre, ya que muestra una característica propia de la arquitectura ecijana, como el uso del azulejo.

#### Iglesia de Nuestra Señora del Carmen
La iglesia se encuentra situada en la calle de San Juan Bosco. Su fundación data del primer cuarto del siglo XV.

#### Convento de San Pablo y Santo Domingo
El convento de San Pablo y Santo Domingo es un monasterio de la Orden de los Dominicos que actualmente está desocupado por dicha Orden. Se encuentra muy próximo a la iglesia de Santa Cruz por su parte trasera y también es cercano a la iglesia de San Juan. Este monasterio atesora un gran patrimonio artístico.

#### Otros
- Parroquia de San Juan de Ávila (ermita del Humilladero del Valle)
- Iglesia-oratorio de San Felipe Neri
- Capilla de Nuestra Señora de Belén
- Convento de la Divina Pastora (Hermanas de la Cruz)
- Convento de Nuestra Señora de la Merced
- Convento de Santa Florentina
- Iglesia del ex-Convento de Nuestra Señora de la Victoria
- Capilla de Santa Ángela de la Cruz: sede de la Agrupación Parroquial del Olivo. La capilla se ubica en un local del barrio de la Alcarrachela.
- Iglesia de Santa Ana.

### Arquitectura civil

#### Palacio de Peñaflor
Palacio barroco, construido entre 1700 y 1775. Está declarado como Monumento Histórico-Artístico desde 1962 y protegido como Bien de Interés Cultural. El palacio fue residencia de la familia de Peñaflor hasta 1958, cuando falleció la marquesa viuda sin descendencia. Desde entonces los bienes fueron administrados por la Fundación de los Excelentísimos Señores Marqueses de Peñaflor y de Cortes de Graena. Actualmente se encuentra en proceso de restauración. 

#### Palacio de Benamejí

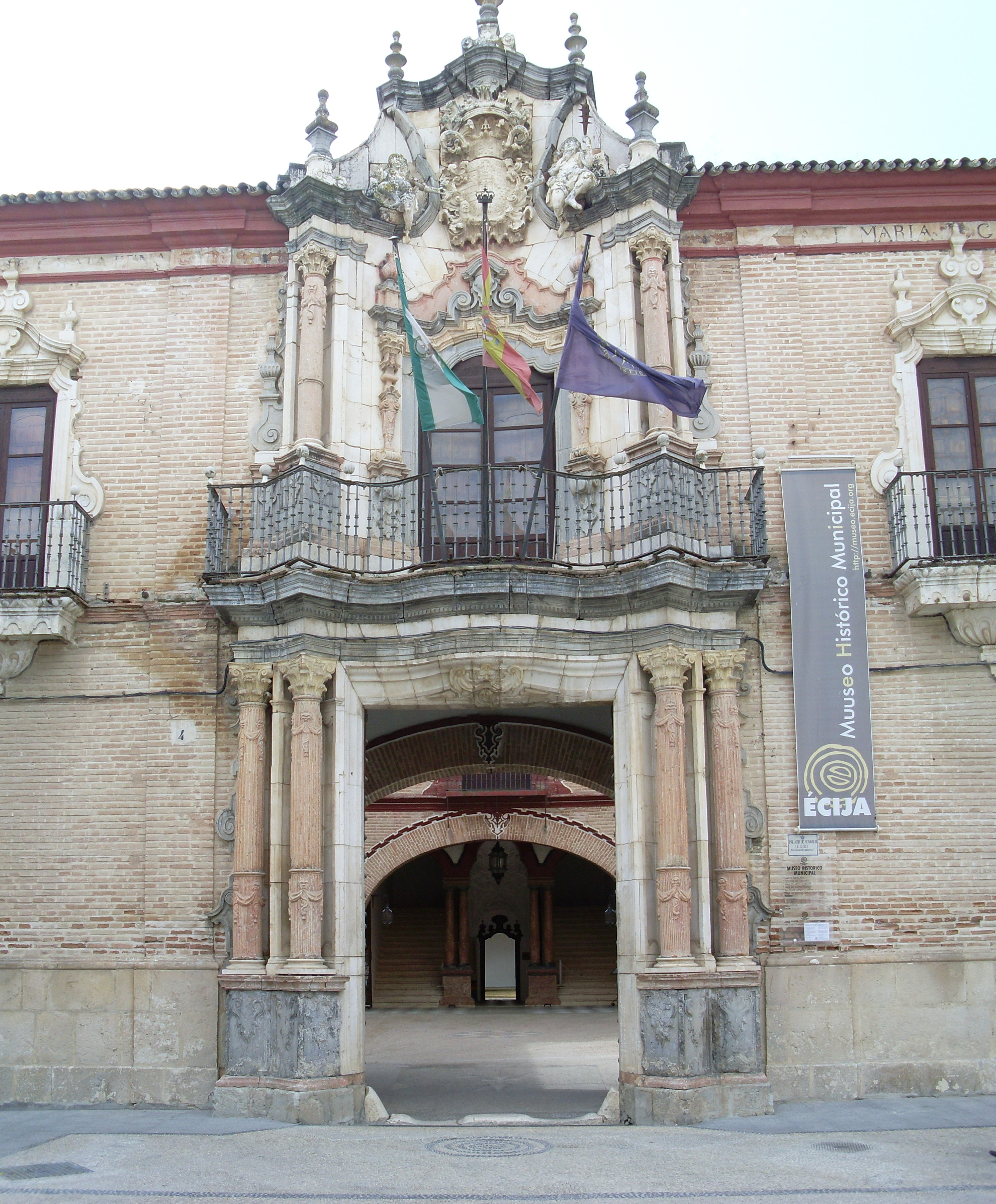
Palacio de Benamejí, actualmente Museo Municipal de Écija

Es un palacio barroco, declarado Bien de Interés Cultural y Monumento Nacional.
El edificio comenzó a construirse a principios del siglo XVIII. Se trata, al igual que el Palacio de Peñaflor, de un modelo de arquitectura civil en el barroco español y una de las joyas del gran siglo ecijano. 
El edificio fue originalmente propiedad de los marqueses de Benamejí y posteriormente de los condes de Valverde. Más tarde albergó la Remonta Militar y desde 1997 es sede del Museo Histórico Municipal.
La enorme fachada es de ladrillo con zócalo de piedra y una hilera de balcones en la primera planta. Dos grandes torres en los extremos determinan la nota de verticalidad en el aplomado conjunto, cuya sobriedad y monotonía rompe la gran portada.
Al traspasar la puerta, un inmenso arco da paso al apeadero, donde se encuentra al fondo la escalera principal, formada por tres arcos sobre columnas dóricas y cubierta por cúpula de media naranja, y a la derecha las caballerizas, que alberga una exposición con los restos arqueológicos hallados en la plaza de España, El Salón. 
Por debajo de la escalera se accede al patio principal que consta de dos plantas con arcos de medio punto apoyados sobre columnas y fuente de piedra en el centro. Alrededor del patio se sitúan las salas del Museo Histórico Municipal, construido esencialmente a partir de explicaciones sobre el significado social de los objetos arqueológicos.
Las piezas del museo son materiales recuperados en excavaciones urbanas, piezas existentes en la colección arqueológica municipal, la donación o depósito temporal de piezas. Entre ellas destacan mosaicos de grandes dimensiones y de gran calidad y la escultura romana de la Amazona herida de Écija, es la única del mundo conservada prácticamente completa que presenta restos de policromía.

#### Palacio de Valdehermoso

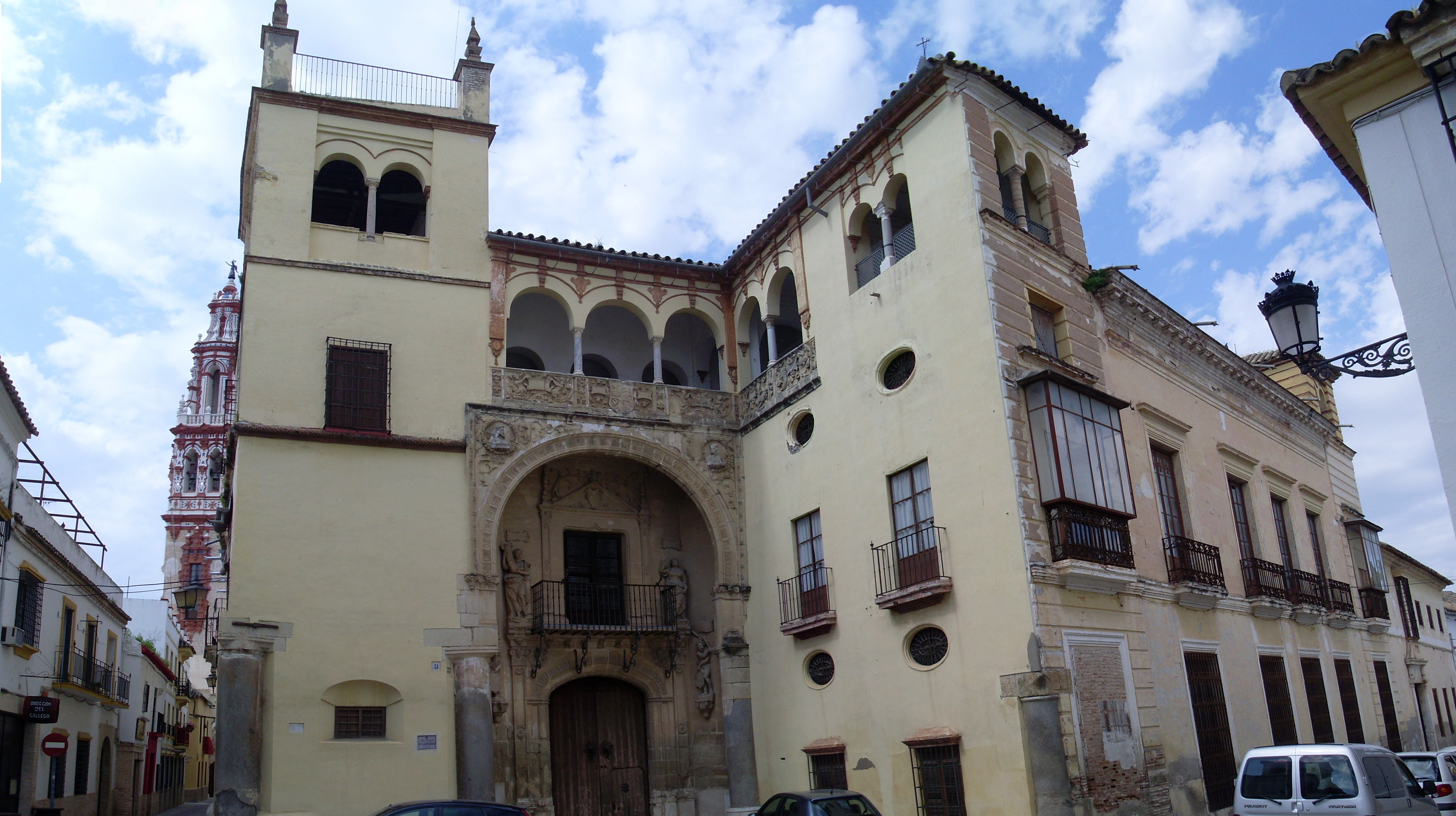
Fachada del Palacio de Valdehermoso

Tiene una importante portada plateresca, relacionada con el Renacimiento cordobés del siglo XVI, colocada en el ángulo de la espaciosa barrera, cuyo puntos iniciales lo forman robustos miradores que contienen en sus bases fustes romanos de granito. 
Nos encontramos en el punto urbanístico más privilegiado del casco histórico, se divisan el palacio de Peñaflor y en los extremos de la encrucijada las torres más bellas del barroco ecijano, la de San Gil y la de San Juan, modelos insuperables a tener en cuenta entre las torres españolas del siglo XVIII.

#### Palacio de Santaella
La portada está labrada en piedra, con pilastras - cariátides que le dan gran personalidad. La escalera se cubre con una monumental cúpula sobre tambor cuyas yeserías están policromadas, se complementa con ornamentación floral y paisajes, obra muy relacionada con la fachada del Palacio de Peñaflor, probablemente realizada por el mismo taller. Es muy interesante la carpintería de este palacio, con magníficas puertas talladas.

#### Casa-Palacio de Palma
Este palacio se asienta sobre un antiguo convento de la Orden Dominica. 
La entrada del palacio da paso al apeadero, donde se divide a la izquierda las caballerizas y a la derecha el patio central de dos plantas y con arcos de medio punto y columnas de mármol. Desde este patio se accede al patio de los naranjos, con una fuente de piedra y el antiguo pozo de conventual, que según una antigua leyenda conecta con un pasadizo que llega hasta el río Genil.
En la planta alta se pueden visitar las habitaciones con su mobiliario antiguo. La sala del escritorio, la sala de la música, varias galerías con antigüedades, salón comedor con pavimento del siglo XVI, y otro salón decorado con artesonado con lacería de estrellas.

#### Plaza de abastos de Écija
Nacida en 1844 para centralizar el comercio de los abastos de Écija, su construcción tuvo lugar en pleno corazón de la ciudad, sobre el solar que ocupara el antiguo convento de la Compañía de Jesús. Promovida por la Sociedad de Fomento, sociedad de carácter civil constituida al efecto, vino a paliar las molestias y trastornos que causaba al vecindario de la ciudad la celebración del tradicional mercado diario en la plaza Mayor.

#### Yacimiento arqueológico Plaza de Armas
Conocido como el Picadero entre los ecijanos, esta zona alberga los restos más antiguos de la ciudad, pertenecientes al siglo IX antes de Cristo y se llevan realizando actividades arqueológicas desde 2001, en las que se ha encontrado mosaicos romanos muy relevantes como el de las Dos caras o el de los Amores de Zeus.

#### Teatro Sanjuan
El Teatro Sanjuan es actualmente el Teatro municipal de la ciudad, construido sobre un corral de comedias del siglo XVIII y reconstruido después de un incendio en 1937, reconstruido en 1939 en estilo art déco.

#### Otros monumentos civiles
- Casa-Palacio de los Garcilaso
- Carnicerías Reales
- Casa del Gremio de la seda
- Casa del Gremio de la Lana
- Arca Real del Agua
- Miradores de Peñaflor y Benamejí

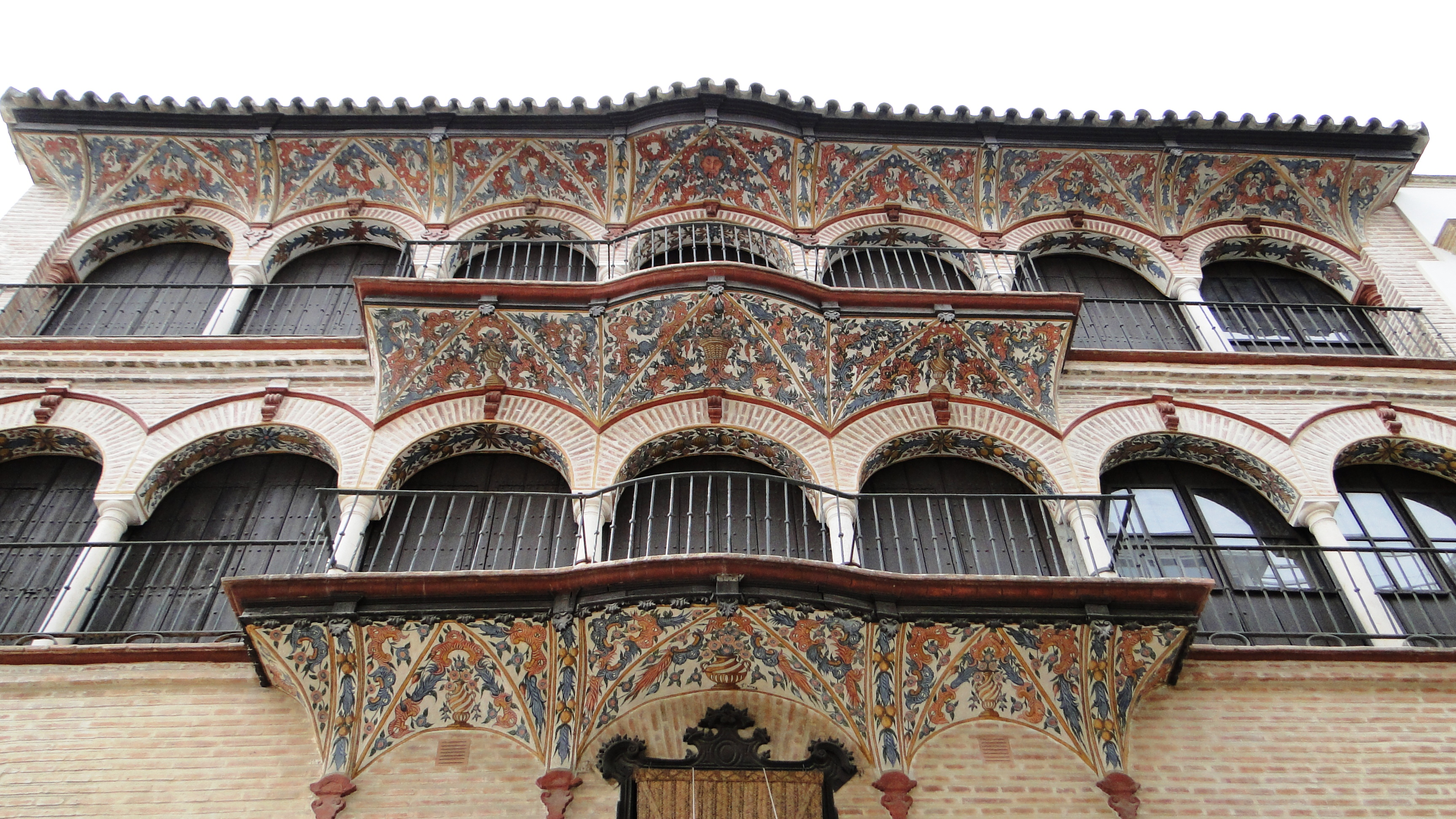
Casa del Gremio de la Seda

- Plaza de toros, ubicada sobre el antiguo anfiteatro romano.

### Otros lugares emblemáticos
- Calle Cintería
- Arco de Santa María
- Plaza de España
- Casa consistorial
- Calle El Conde

## Cultura
- Música en los palacios, durante los fines de semana de julio.
- La noche flamenca, septiembre.
- Écija ciudad Barroca, noviembre o diciembre.
- Ferias Romanas, Medievales y Barrocas, a lo largo del año.
- Teatros y musicales, a lo largo del año en el Teatro municipal.
- Charlas y conferencias, a lo largo del año, en los distintos salones actos de palacios y edificios públicos.
- Écija es localidad de paso del Camino de la Frontera hacia Santiago de Compostela.[55]

### Museos
- Museo Histórico Municipal, Palacio de Benamejí.

El Museo Histórico Municipal de Écija ofrece el Palacio de Benamejí como centro para la organización de congresos, convenciones, cursillos, exposiciones, presentaciones comerciales y otros actos. Las instalaciones de las que dispone el Museo permiten contratar el uso integral del Palacio, por ejemplo, celebración de conferencias, sesiones audiovisuales y el complemento de recepciones con servicio de copas y canapés o comidas. El monumental entorno del Palacio de Benamejí es un marco para cualquier actividad abierta al público. En la actualidad, se ha añadido un espectáculo audiovisual sobre la importancia del caballo en Écija.
- Museo parroquial de Santa María, patio de la iglesia de Santa María.

El museo parroquial de Écija se encuentra en el patio de la iglesia mencionada, donde muestra una colección de restos arqueológicos prehistóricos, romanos y árabes. Una de las piezas más valiosas es la cabeza en mármol de Germánico, de época romana.
- Museo de Arte Sacro, parroquia Mayor de Santa Cruz.

El museo alberga una gran colección de orfebrería del siglo XVIII. Portapaces, paños, palios, atriles, sacras, pinturas, esculturas, muebles, cornucopias, acetre, campanillas, cruces, copones, custodias, fuentes, altares y copas. Destaca un Atril de Arte Nambon, Shokendai, hecho en Japón en el periodo Momoyama en 1573, así como una custodia de asiento de Francisco de Alfaro Hernández, Sevilla, 1586 en plata dorada.
- Museo casa-palacio de los Palmas, calle Espíritu Santo.

El Museo Casa-Palacio de los Palma ocupa un palacio de los siglos XVI-XVII. Cuenta con una planta superior con grandes salones con techo de artesonados mudéjares, galerías y gran cantidad de mobiliario antiguo: sala del escritorio, sala de la música, varias galerías con antigüedades, salón comedor con pavimento del siglo XVI y otro salón decorado con artesonado con lacería de estrellas.
- Casa-Museo Hermandad de San Gil, calle San Marcos, 3 (plaza de San Gil).

 La Casa Museo - Hermandad de San Gil surge tras la construcción de la Hermandad Sacramental y Real Archicofradía de Nazarenos de la Coronación de Espinas de Nuestro Señor Jesucristo, San Marcos, San Roque, Santísimo Cristo de la Salud, Nuestra Madre y Señora de los Dolores, Sagrado Corazón de Jesús y San Juan de Dios. En este espacio conviven las actividades propias de la Hermandad con una exposición permanente de los Pasos de los titulares de la Hermandad, así como todos sus enseres.
- Museo de las caballerizas, situado en las dependencias militares de recría y doma caballar (la doma).

Dispone de un Museo de Carruajes, que en su mayoría, se enganchan para exhibición, doma y selección de caballos. Este Museo, cuenta con colecciones de Coches de Caballos de España, además de un   conjunto de guarniciones y diferentes tipos de hierros, añadiendo un  guardarropa con los distintos atuendos tradicionales para Cocheros y Lacayos.

### Fiestas
- Feria de Septiembre, segunda quincena de septiembre
- Festividad de San Pablo, 25 de enero
- Fiesta de la Cruz de Mayo, primer domingo de mayo posterior al 3 de mayo
- Festividad de la Virgen del Valle, patrona de Écija. 8 de septiembre
- Corpus Christi
- Carnavales

#### Semana Santa
La Semana Santa, es declarada de Interés Turístico Nacional desde 1998. Es la mayor de toda la provincia de Sevilla, tras la capital. Procesionan 14 hermandades en toda su Semana Santa, siendo una de las localidades andaluzas con mayor número de cofradías por habitantes (3,25 por cada 10000 habitantes). Es también una de las más antiguas de España.

### Gastronomía
La gastronomía ecijana está basada totalmente en ingredientes naturales. Hay una gran variedad de recetas importadas a lo largo de toda su historia así también como la gran diversidad e interacción de las diferentes culturas existentes en Écija.
Platos exquisitos como la sopa de gato, que se sirve en caliente y está compuesta de tomates, pimientos, ajos, migas de pan y agua. Como guarnición se le pueden añadir almejas, espárragos o cualquier otro tipo de verdura. Encontramos platos que se pueden degustar a lo largo de todo el año, o platos que son de temporada en concreto como puede ser el salmorejo, típico plato que se sirve en frío para pasar los calurosos veranos ecijanos. Es una sopa fría realizada a base de tomate, pan, ajo, aceite, hasta lograr una sopa espesa acompañándola de huevos duros, atún, jamón en trocitos y patatas fritas. Otra receta típica de esta temporada del año en Écija es el gazpacho, cuya base de preparación es básicamente igual a la del salmorejo, pero cuando se obtenga la sopa espesa, hay que añadir agua fría hasta conseguir una bebida uniforme y tiene que servirse muy frío con hielo a modo de bebida refrescante. También nos encontramos con los flamenquines, que es un rollo de carne empanada rellena de huevo duro y jamón serrano, aunque también se puede rellenar de queso o pimientos (tanto vedes como rojos).
En lo que se refiere a repostería y dulces es muy conocida por su gran variedad, para su degustación durante las meriendas o sobre todo en el desayuno, como por ejemplo las conocidísimas Yemas El Ecijano, realizadas artesanalmente a base de yema de huevo y obleas, también las tortas de aceite, a base de manteca de cerdo y ajonjolí. También típicas son las tortas de manteca que se sirven tostadas y pueden comerse solas o rellenas de mermelada o mantequilla, los célebres bizcochos Marroquíes (elaborados en el convento de Santa Florentina), los bollos del Conde, las medias noches, las tortas de nieto y los martinitos (bizcochitos rellenos de crema y recubiertos de chocolate fabricados en una empresa ecijana).
El mollete que es un tipo de pan que se sirve tostado para untar con mantequilla, aceite y ajo o manteca "colorá" o manteca blanca de lomo, o con aceite, tomate y jamón serrano que hacen que el mollete ecijano se convierta en una auténtica delicatessen. Son muy fáciles de encontrar en cualquier confitería o en cualquier cafetería y son muy típicos de las fábricas de repostería en Écija. Aclarar también que hay recetas típicas en fechas señaladas como son los pestiños, las torrijas o las sopaipillas.

### Medios de comunicación
Televisión
- Écija Comarca Televisión
- Telécija

Radio
- Cadena Dial Andalucía Centro (95.4 F.M.)
- Cope Écija (100.1 F.M.)
- Onda Cero ÉCIJA (106.5 F.M.)
- Radio SaFa Écija (104.6 F.M.)
- La Fresca FM (96.9 F.M.)
- Edt Radio Online

Prensa escrita
- El Periódico de Écija-VIVA

Diarios digitales
- EcijaWeb.com - Diario Digital e Información General de Écija
- Ecijaldia.es - Diario Web de Écija y su comarca
- Ecijadigital.es - Diario Digital de Écija desde 2005
- Ciberecija.com - El Portal Temático de Écija - Información diaria sobre Écija
- Ecija Noticias - Información y Noticias en Écija

### Deporte
Écija es sede del club de fútbol Écija Balompié, S. A. D. que milita actualmente en Tercera División Andaluza. Este club es el tercero en importancia de la provincia, tras Sevilla F. C. S. A. D. y Real Betis Balompié S. A. D. Sus partidos como equipo local los juega en el estadio San Pablo. También convive con el Écija C.F. fundado en 2006 y actualmente disputando sus partidos en Segunda División Andaluza, juega sus partidos en el polideportivo municipal del Valle.
También es sede del Écija Basket Club, el cual juega sus partidos como local en el pabellón de la Alcarrachela.
El Club Natación Écija, fundado en 2006, es uno de los clubes más representativos a nivel provincial.
Écija cuenta con dos grandes núcleos deportivos:
- Polideportivo municipal del Valle, el cual cuenta con un pabellón cubierto, zonas verdes, pista de atletismo, pistas de fútbol, tenis, pádel, petanca, zona de patinaje, pista de coches teledirigidos, etc. Como centro municipal, dispone de diferentes servicios para el ciudadano como una zona de vestuarios y recepción.[62]
- Polideportivo de la Alcarrachela, el cual cuenta con un pabellón cubierto, gimnasio, piscina al aire libre, piscina cubierta y pistas de pádel.

La ciudad cuenta con un carril bici que recorre el perímetro este de la ciudad desde el polideportivo de la Alcarrachela hasta el polideportivo del Valle.

## Ciudades hermanadas
El listado de las ciudades hermanadas es el siguiente:
- Aranjuez (España)
- Les Pavillons-sous-Bois (Francia, hermanada el 9 de marzo de 1995)
- El Cerro (barrio) (Cuba, hermanada el 28 de octubre de 1999)
- Ibarra (Ecuador)
- Smara (República Árabe Saharaui Democrática)
- San José El Rodeo (San Marcos, Guatemala)